# Philosophie des 19. Jahrhunderts
Die Philosophie des 19. Jahrhunderts reicht von der Romantik und dem Idealismus als einem der Höhepunkte der deutschen Philosophie über die vor allem in Frankreich und England starke Gegenbewegung des Positivismus, den Materialismus von Marx und Feuerbach und so starke Einzeldenker wie Schopenhauer, Nietzsche und Kierkegaard bis hin zum Neukantianismus, Pragmatismus und zur Lebensphilosophie. Sie zerfällt damit in so viele verschiedene Richtungen, dass sie nicht mehr mit einem übergeordneten Periodenbegriff bezeichnet und zusammengefasst werden kann. Nach einem allgemeinen Überblick werden daher die einzelnen Grundpositionen in etwa in ihrer historischen Reihenfolge jeweils gesondert abgehandelt. Die Klassifizierungen und deren Abgrenzungen sind dabei teilweise willkürlich. So werden die Anfänge der analytischen Philosophie bei Gottlob Frege dem 20. Jahrhundert zugerechnet.

## Überblick
Die Philosophie des 19. Jahrhunderts wird häufig als eine Philosophie nach Immanuel Kant bezeichnet. Kaum einer der ihm nachfolgenden Philosophen konnte sich der Auseinandersetzung mit dem Werk Kants entziehen. Dabei wurde zumindest in den ersten 50 Jahren grundsätzlich versucht, Kant zu verbessern, ihn zu korrigieren oder über ihn hinauszugehen. Aus heutiger Sicht kann man viele dieser Bestrebungen als eine Art Rückfall in die vorkantischen Lager bezeichnen, wenn auch die Einflüsse Kants im Allgemeinen spürbar sind. In der Nachfolge des Rationalismus stehen zum einen die Romantiker und Idealisten. Insbesondere Hegel versuchte, die Reflexionsphilosophie zu überwinden und in der Idee des Absoluten die Dialektik von Sein und Werden zu fassen. Eine erste Entgegensetzung fand der Idealismus im Historismus, der die Betrachtung der Geschichte aus dem Blickwinkel eines Systems ablehnte und stattdessen eine wissenschaftlich methodische Untersuchung des jeweils Einmaligen forderte.
Zum anderen kann man die Positivisten und Materialisten mit einer sehr starken Wissenschaftsorientierung als Nachfolger des Empirismus betrachten. Sie stützten sich dabei vor allem auf die Fortschritte der Naturwissenschaften, die häufig in einer expliziten Absetzung von der idealistischen Naturphilosophie erzielt wurden. Welche Aufgabe blieb da noch der Philosophie? Als eigenständige Denker gelten vor allem Arthur Schopenhauer, Søren Kierkegaard und Friedrich Nietzsche, die sich jeweils nicht so leicht einer allgemeinen Grundposition zuordnen lassen. Ihre denkerischen Positionen ergaben sich aus der vermeintlich fehlenden Orientierung durch die Philosophie, nachdem alle Spekulation aus ihrer Sicht an den Grenzen der Vernunft scheitern musste und sich erhebliche Umbrüche in Technik und Gesellschaft abzeichneten.
In der zweiten Hälfte des Jahrhunderts bilden sich mit dem Psychologismus, der geisteswissenschaftlichen Philosophie und der Lebensphilosophie neue Positionen heraus, die modernere gesellschaftliche bzw. persönlichkeitsbezogene Aspekte in den Vordergrund stellen, dabei aber zumeist eine große Distanz zu Kant aufweisen. Lediglich der ebenfalls in die zweite Hälfte des Jahrhunderts fallende Neukantianismus versuchte zum einen auf die Anforderungen der (Natur-)Wissenschaften einzugehen und zum anderen Kants Werk wieder aufzunehmen und zu popularisieren, allerdings auch nur selten ohne Fortschreibungen, Umdeutungen und „Verbesserungen“. So kann man feststellen, dass die Kant-Rezeption Ende des 20. Jahrhunderts sich viel stärker auf das Original einlässt, als dies in den hundert Jahren nach Kant geschehen ist.
Thematisch bedeutsam waren im 19. Jahrhundert auch noch die Weiterentwicklung der Hermeneutik von Schleiermacher über Droysen bis hin zu Dilthey sowie die neu entstehende Philosophie der Werte, die bei Marx und Nietzsche ihre eigene Ausprägung fand und vor allem in der Südwestdeutschen Schule des Neukantianismus eine besondere Rolle erlangte. Die größte Bedeutung für die Folgezeit erlangten aus heutiger Sicht abgesehen von Marx sicherlich die Idealisten mit Hegel an der Spitze sowie Arthur Schopenhauer und Friedrich Nietzsche. Vor allem Hegel fand im Neuhegelianismus des späten 19. Jahrhunderts auch Widerhall in England, den USA und Italien. Im 19. Jahrhundert entstand geprägt von Charles S. Peirce und William James mit dem Pragmatismus auch die erste eigenständige amerikanische philosophische Strömung. Gleichsam als Gegengewicht zur positivistischen Wissenschaftsorientierung bildete sich auch angeregt von Nietzsche zum Jahrhundertwechsel die Lebensphilosophie heraus, die in Henri Bergson ihren prominentesten Vertreter hatte und sowohl im Pragmatismus von James als auch in der Existenzphilosophie ihre Anknüpfungspunkte fand. Zusammenfassend kann man die Phase der Philosophie des 19. Jahrhunderts als die Wegbereitung der Moderne bezeichnen.

## Romantik

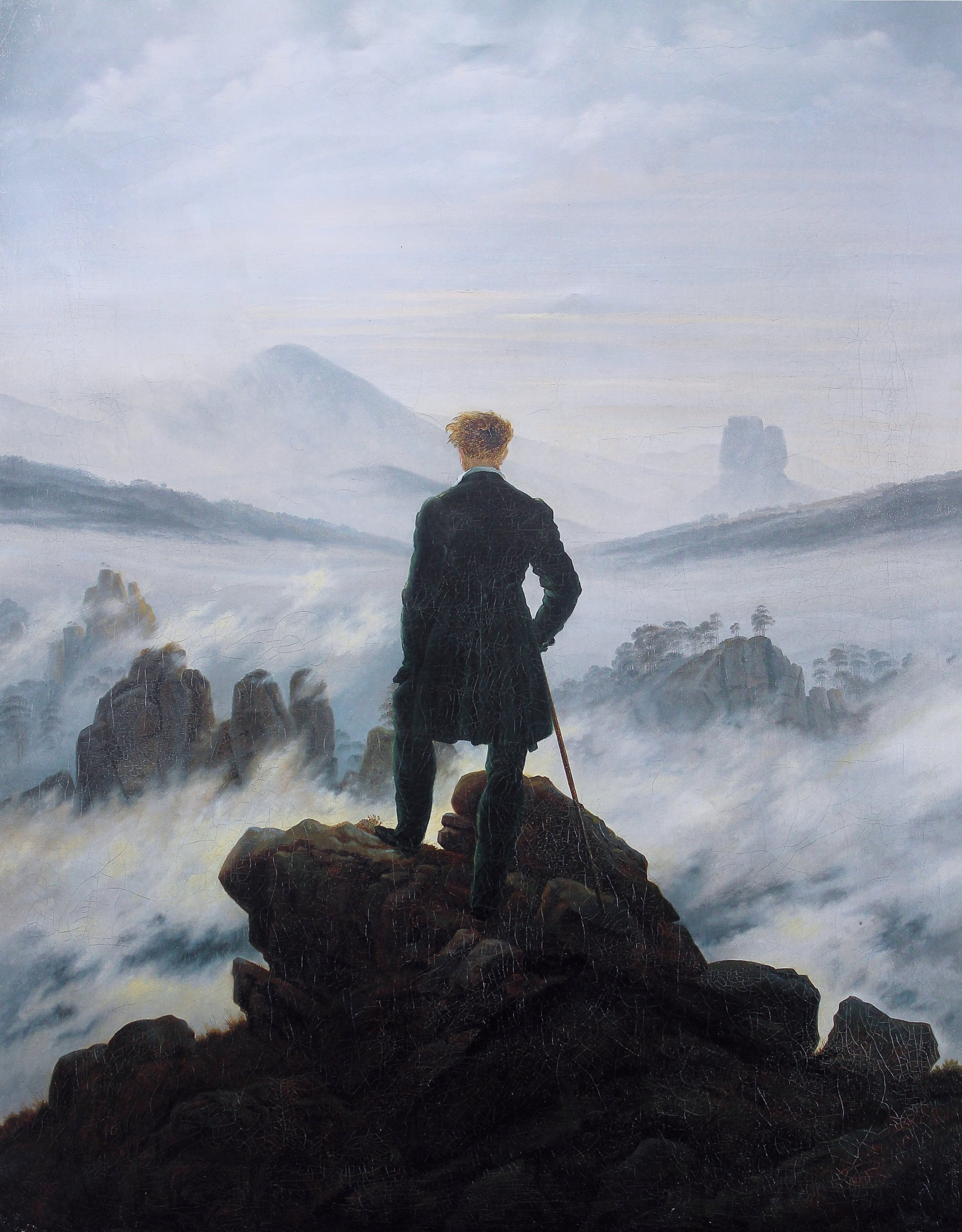
Friedrich: Der Wanderer über dem Nebelmeer

Die Romantik ist als Gegenbewegung zur vernunftbetonten Zeit der Aufklärung zu verstehen. Bei Vernunft und Wissenschaftlichkeit kommen Gefühl, Harmoniebedürfnis und die Sehnsucht nach einer heilen Welt zu kurz. Neben einem hohen Interesse für Literatur und Musik waren Romantiker daher auch oftmals stark religiös orientiert. Prominente Vertreter in der Dichtung sind Joseph von Eichendorff, Friedrich Hölderlin oder E. T. A. Hoffmann, als Maler Caspar David Friedrich, in der Musik Robert Schumann und Franz Schubert. Der Nationalismus wuchs; es war die Zeit der Burschenschaften; das Wartburgfest wurde zum Symbol.
In der Philosophie war Johann Georg Hamann (1730–1788) eigentlich ein Zeitgenosse Kants und damit der Aufklärung, als erklärter Kritiker der Vernunftphilosophie aber ein Vorläufer der Romantik. Für ihn besitzen Gefühl und Gemüt eine eigenständige Schöpferkraft, die sich in der Sprache als eigenständiger Erkenntnisquelle und hier insbesondere in der Dichtung niederschlagen. Als Anhänger Hamanns gilt Kierkegaard (s. u.). Zunächst begeisterter Schüler Kants, dann aufgrund einer negativen Kritik erbitterter Gegner und zugleich Freund Hamanns war der Philosoph und Theologe Johann Gottfried Herder (1744–1803), der seine philosophische Position sehr stark auf Spinoza und Leibniz aufbaute, dann aber auch wie Hamann die Sprache als Grundlage der Vernunft betonte. Das Fortschrittsgesetz der Geschichte ist bestimmt durch die Natur und ihre aufsteigende hierarchische Ordnung. Die Entwicklung der Dinge kommt aus Gott als der ewigen und unendlichen Wurzel allen Seins. Auch Friedrich Heinrich Jacobi (1743–1819) stand in ständigem Schriftverkehr mit Herder und hatte gute Kontakte zu Goethe. Bekannt wurde er unter anderem dadurch, dass er von Lessing nach dessen Tod behauptete, dieser habe ihm zugegeben, ein Spinozist zu sein. Spinozismus aber war für die Öffentlichkeit zu dieser Zeit gleichzusetzen mit Atheismus, wie alle Vernunftphilosophie für die religiösen Romantiker geeignet war, vom Glauben abzubringen. Für Jacobi aber begann die wahre Philosophie erst beim Gemüt und beim Glauben. Er veröffentlichte unter anderem Schriften zu Fichte und Schelling.
Friedrich Schlegel (1772–1829) gilt als Klassiker der Romantik. Seinen philosophischen Weg unterteilt er in die Phase des Suchens, des künstlerischen und philosophischen Gestaltungsdrangs, die Unterwerfung der Vernunft unter die Wahrheiten der (katholischen) Kirche und schließlich ein mystisches Eigenleben im Glauben. Auch er veröffentlicht über die Philosophie der Geschichte und der Sprache. Friedrich Schleiermacher (1768–1834) war protestantischer Theologe und Philosoph. Für ihn war Gott die absolute Einheit des Idealen und des Realen. Gott hat die Welt geschaffen, ist aber nicht in der Welt. Deshalb sind das Ideale und das Reale in der Welt Gegensätze. Die Dinge sind zwar von Gott abhängig, aber Gott greift nicht in die Welt ein. Deshalb ist jeder individuell berufen, sein eigenes Urbild zu verwirklichen. In der Ethik verband Schleiermacher Güterlehre, Tugendlehre und Pflichtenlehre. Die oberste Pflicht lautet dabei: Handle in jedem Augenblick mit der ganzen sittlichen Kraft und die ganze sittliche Aufgabe anstrebend. Schleiermacher gilt als Urvater der Hermeneutik als der Philosophie des Verstehens, die sich als eigene Methode von der naturwissenschaftlichen Methode der Erklärung abgrenzt.

## Deutscher Idealismus
Der Deutsche Idealismus ist gleichsam eine Überhöhung der romantischen Ideen und wird oft noch der Periode der Romantik zugerechnet (ca. 1790–1850), wobei weder Hegel noch Fichte der Romantik zuzurechnen sind. Sie sind in ihrer philosophischen Stellung so eigenständig und exponiert, dass sie ausdrücklich einen eigenen Abschnitt in der Philosophiegeschichte haben sollten. Kennzeichnend für alle drei Philosophen ist das spekulative System, in dem das Ich, das Absolute bzw. der Geist die Grundlagen der Welt bestimmt. Das Ding an sich ist nicht wie noch bei Kant nicht erkennbar, vielmehr ist es dem Idealismus daran gelegen, diesen von Kant erstellten 'Block' vor dem absoluten Wissen verschwinden zu lassen. Erkenntnis durch Anschauung findet nicht statt. Die von Kant klar unterschiedenen Grenzen zwischen Glauben und Wissen, zwischen Sein und Sollen werden als ungelöste Fragen aufgefasst, die in einem System des Geistes überwunden werden müssen. Geist und Natur, Endliches und Unendliches, Subjekt und Objekt, Vernunft und Offenbarung sind als (rationale) Einheit zu denken und aus einem absoluten Prinzip zu begründen. Die spekulative Vernunft überschreitet hier die von Kant klar gezogenen Grenzen der Vernunft, was letztlich für die heutige Betrachtung des Idealismus bedeutet, dass dieser einen bedeutenden Platz in der Philosophiegeschichte hat, als Argument bis auf Einzelaspekte aber kaum noch Beachtung findet, also gerade als System verworfen wurde. Allerdings wirkt der Idealismus in der Naturphilosophie, in der Rechts- und Geschichtsphilosophie gerade aufgrund seines prozessorientierten Ansatzes bis in die Gegenwart und ist unverzichtbarer Bezugspunkt der Gegenwartsphilosophie.

### Johann Gottlieb Fichte

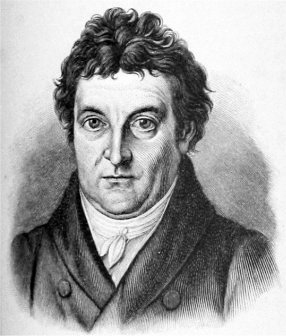
Johann Gottlieb Fichte

Fichte (1762–1814) vertrat einen subjektiven Idealismus (ähnlich wie Descartes und Malebranche), wonach aus der Vernunft des Subjekts die Materie, der Geist und die Ideen als objektive Wirklichkeit entstehen. Die Welt außer uns sei ausschließlich Produkt unserer Vorstellungen. Für Fichte gibt es keine Natur an sich, sondern sie ist ausschließlich Objekt unserer rationalen Betrachtung. Das handelnde Ich ist Produzent eines Nicht-Ich, das Gegenstand einer wissenschaftlichen Naturerkenntnis ist. Wissenschaftslehre ist für Fichte eine andere Bezeichnung für Philosophie, in der zum Ausdruck kommt, dass diese die Lehre über das Wissen ist. Der letzte Grund der Erkenntnisgewissheit ist die Selbstgewissheit des „Ich bin Ich“. Dieses Ich ist ein tatkräftiges Ich, ist Wille und Geist, das das Nicht-Ich der Welt außer mir aktiv setzt und schließlich eine Abgrenzung zu mir und dem jeweils anderen Objekt schafft. So konstruiere der Mensch die Gegenstände und am Ende einer langen Reihe schließlich die Welt als Ganzes.
Dieser dreischrittige Prozess ist bereits die Dialektik, wie sie sich bei Hegel als Grundlage der geschichtlichen Entwicklung findet. Ich erkenne Silber, unterscheide es von Gold und finde für beides den Begriff des Metalls als gemeinsamen Wesens. Aus dem Bewusstsein des aktiven Ich resultiert auch das Wissen um meine Freiheit. Diese Position bezeichnet Fichte als Idealismus, der ein Dogmatismus, wie Fichte den Realismus bezeichnet, gegenübersteht, der nur zu einer Vorstellung des Determinismus führen könne. Dieser Konflikt könne – wie schon bei Kant – durch Vernunft nicht entschieden werden. „Welche Philosophie man wähle“, so Fichte, „hängt sonach davon ab, was man für ein Mensch ist“. Fichte meint damit, welche Stufe der menschlichen Entwicklung man erreicht hat, wobei die des Rationalismus die höherentwickelte ist. Aus dem Bewusstsein des Ichs resultiert auch die Anerkennung des anderen Menschen, ohne die das Ich nicht denkbar wäre. „Die Einheit von Ich und Du ist das Wir der moralischen Weltordnung.“ In der Morallehre muss der Mensch sein Leben nach der Vernunft einrichten und dieses führt in eine sittlich humane Welt. Die Aufgabe der Lehre von den zwei Erkenntnisstämmen (Anschauung und Begriffe – Ding an sich) wird bereits von Kant persönlich als gänzlich unhaltbar kritisiert.

### Friedrich Wilhelm Schelling

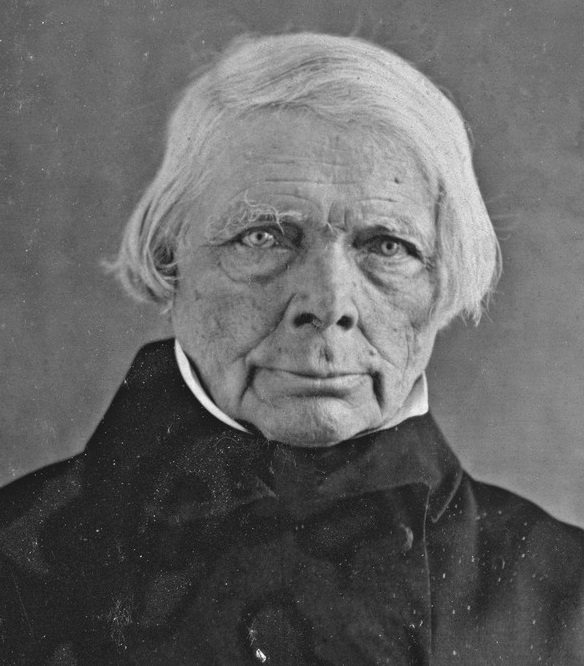
Friedrich Wilhelm Schelling

Selbstgewissheit kommt für Schelling (1775–1854) wie bei Fichte aus dem Erkenntnisgrund 'Ich bin Ich'. Doch das vom Ich gesetzte Nicht–Ich der Natur bei Fichte wird bei Schelling zu einer außerhalb des Menschen existierenden Welt. Das Ich und die daseiende Welt sind allerdings vereint in unserem Bewusstsein als Subjekt und Objekt. Diese Identität bestimme unser Geist als das Absolute. Das Bewusstsein der Natur entsteht demnach nicht durch unsere Sinne. Die Unterscheidung zwischen dem Ich und der Natur komme nur aus unserem Denken. Der Geist kommt nach Auffassung Schellings in der Natur auf sich zurück. Wenn Menschen die Natur anschauen, so ergründen sie ihr Vorbewusstsein, das ihre Vorstellung von Natur bereits enthalte. Die Natur sei sich selbst genug und gebe sich ihre eigenen Gesetze eigenständig. Natur ist ein ständiges Werden, sie hat immer eine bestimmte Gestalt und beide Aussagen gelten für alle Bestandteile der Natur. Natur wird so zum unbewusst schaffenden Geist. Die Natur hat die Materie, das Licht und den Organismus als Potenzen (Wirkmächte). Alle Materie ist kombiniert und enthält zwei gegenwirkende Kräfte wie Anziehung und Abstoßung, Subjekt und Objekt, Endlichkeit (natura naturata) und Unendlichkeit (natura naturans). Die Idee der Schönheit vereinigt alle übrigen Ideen. Der Philosoph ohne ästhetischen Sinn ist ein reiner Buchstabenphilosoph. Die Vernunft kann sich nicht selbst begründen. Indem sie das erkennt, wendet sie sich von der Frage nach dem Sein ab und fragt nach dem Wesen. Religion ist damit Offenbarung jenseits der Grenzen der Vernunft. Schellings Naturphilosophie ist relativ gut verträglich mit modernen Auffassungen über sich selbst organisierende Systeme in der Natur, so dass seine Philosophie in jüngerer Zeit gerade aus naturwissenschaftlicher Sicht teilweise neues Interesse gewinnt.

### Georg Wilhelm Friedrich Hegel

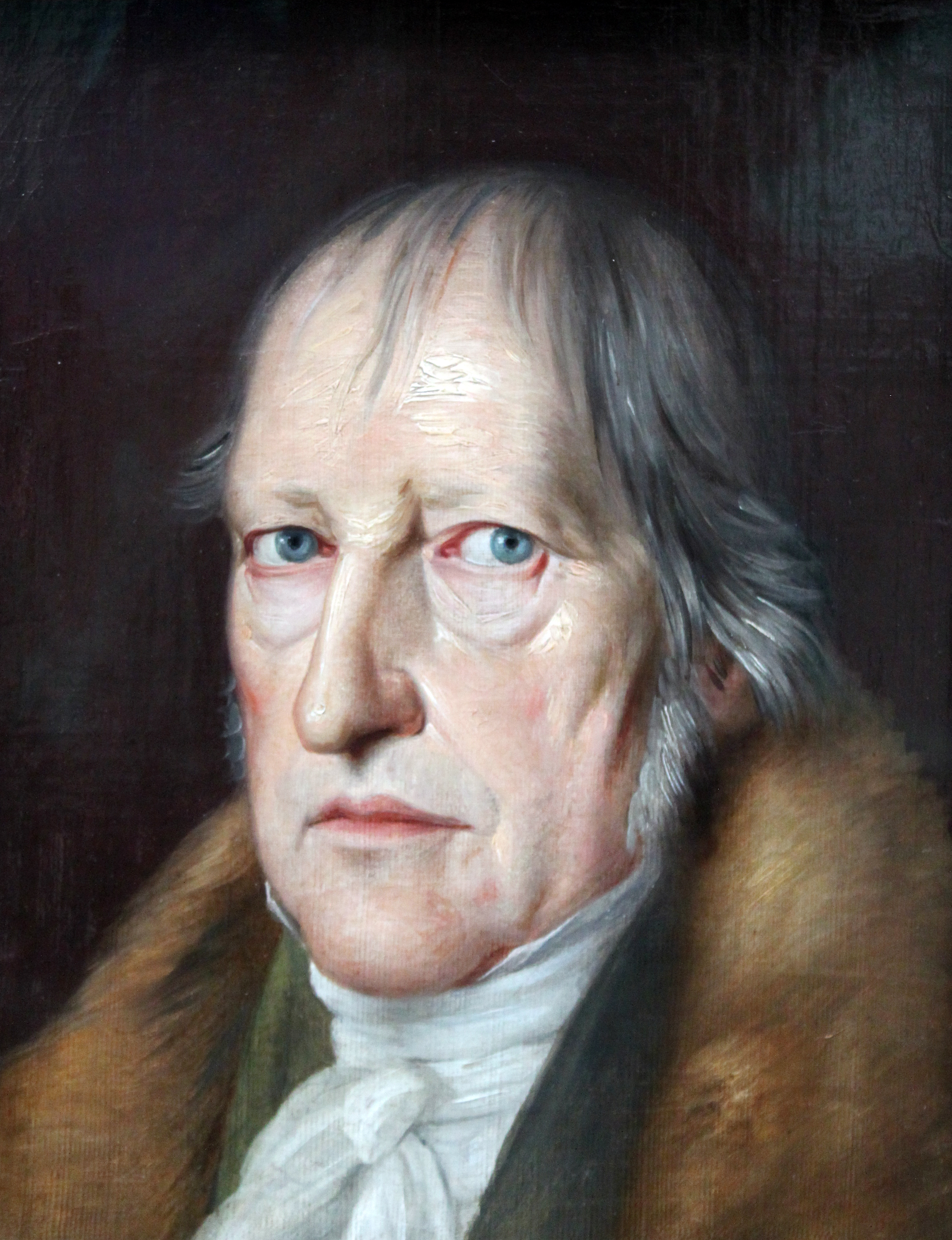
Georg Wilhelm Friedrich Hegel

Während bei Kant die Gegenstände erscheinen und durch die Spontaneität des Ichs anhand der Kategorien im Denken ihre Form erhalten, bestimmt bei Hegel (1770–1831) das Denken die Wahrheit der Gegenstände. Dies ist wie bei Schelling ein objektiver Idealismus, der eine Wirklichkeit außerhalb der Vernunft nicht kennt. Die Logik des Scheins bei Kant wird zur Logik der spekulativen Wahrheit bei Hegel. Das Prinzip der Unabhängigkeit der Vernunft, ihrer absoluten Selbständigkeit in sich wird zum allgemeinen Prinzip der Philosophie. Natur und Geist sind identisch und werden bestimmt als Manifestationen der sich selbst wissenden Vernunft durch die ewige an und für sich seiende Idee des absoluten Geistes. Dieser überindividuelle absolute Geist sei der absolute Geist (der, den verschiedenen Systemteilen entsprechend sich unterschiedlich darstellt – so als Weltgeist i.d. Philosophie der Geschichte). Zur Kritik an dieser Auffassung des Absoluten siehe etwa die Natürliche Theologie.
Das Werden des Absoluten erfolge dabei in notwendigen Denkschritten. „Das Wahre ist das Ganze. Das Ganze ist aber nur das durch seine Entwicklung sich vollendende Wesen. Es ist von dem Absoluten zu sagen, dass es wesentlich Resultat ist, dass es erst am Ende das ist, was es in Wahrheit ist.“ Die Bestimmungen werden idealisiert, d. h. sie werden in das Medium des Denkens gebracht und aufeinander bezogen. Bei diesem dialektischen oder spekulativen Verfahren gilt es jedoch zu bedenken, dass es sich dabei nicht um eine äußerlich auf den Gegenstand angewandte Methode handelt, sondern die Bewegung der Sache selbst dargestellt wird. Durch deren Bewegung tritt der Widerspruch hervor. Das spekulative Denken besteht für Hegel darin, sich nicht von dem Widerspruch beherrschen zu lassen, sondern ihn und die entstehenden Gegensätze als Momente des Ganzen festzuhalten. In der vernünftigen oder spekulativen Bestimmung werden die Gegensätze aufeinander bezogen und 'aufgehoben'. Aufheben meint dabei mehreres: Verneinung, Bewahrung und Anhebung auf ein erhöhtes Niveau. Sein und Nichts sind nach Hegels Auffassung aufgehoben im Werden, Geburt und Tod im Leben. Die Gegensätze sind als Verschiedene in einem dritten identisch. Einzelne Gegenstände sind dabei nur Momente eines Ganzen, die rein für sich betrachtet keine Wahrheit darstellen. Die Dialektik durchzieht als Prinzip alle Bereiche des Lebens in der Materie und im Organischen sowie den geistigen Schöpfungen wie Recht, Moral, Staat, Kunst. Religion und Philosophie liegen damit als Prinzip vor allem auch der Geschichte zugrunde, in der das Bewusstsein um die Freiheit dabei zum Maßstab für deren Fortschritt wird.
Hegels System „gliedert sich in Logik, Naturphilosophie und Philosophie des Geistes. Die Logik behandelt die Idee in ihrem An-und-für-sich, die Naturphilosophie die Idee in ihrem Anderssein, die Philosophie des Geistes in ihrer Rückkehr zu sich selbst in ihrem Bei-sich-Sein.“ (Johannes Hirschberger) . Die Logik enthält die Logik des Seins, des Werdens und des Begriffs. Die Natur ist gegliedert in die Mechanik (Raum, Zeit, Bewegung, Gravitation), in die Physik (Körper, Elemente, Wärme, Schwere, Chemie) und in das Organische. Beim Geist ist zu unterscheiden der subjektive Geist (in der Anthropologie: natürliche Umwelt, Körperlichkeit; in der Phänomenologie: Wahrnehmung, Gefühl, Verstand, Vernunft; in der Psychologie: Intelligenz, Wille, Sittlichkeit), der objektive Geist (Recht, Moralität sowie Sittlichkeit = Familie, bürgerliche Gesellschaft und Staat) und der absolute Geist (Kunst, Religion, Philosophie).

## Positivismus und Naturwissenschaft
Während sich die Philosophie des deutschen Idealismus noch überwiegend mit sich selbst beschäftigte, fanden in den Naturwissenschaften und in der Technik deutlichere Fortschritte und ein rasanter Erkenntniszugewinn statt. Ein Reflex hierauf und ein Gegengewicht zum Idealismus ist das Wiedererstarken des Empirismus. Seine spezifische Ausprägung im 19. Jahrhundert fand er vor allem in Frankreich und in England im sogenannten Positivismus. Hierunter ist eine Philosophie zu verstehen, in der die Welt durch die Naturwissenschaften ohne theologische Grundlegung und ohne Metaphysik erklärt werden soll.
Als Begründer des Positivismus und auch als Schöpfer dieses Begriffs gilt Auguste Comte (1798–1857), der mit seinem Programm eine moderne Fassung des Wissenschaftsprogramms von Francis Bacon auf der Grundlage eines strikten Determinismus und eines mechanistischen Weltbildes vertritt. Ziel der Wissenschaften sei eine Beschreibung der erkennbaren Phänomene mit Gesetzen und eine Prognose für die Zukunft. Zur Beschreibung der gesellschaftlichen Entwicklung des Wissens formulierte er das sog. Drei-Stadien-Gesetz, nach dem die Welt zunächst theologisch, dann metaphysisch und schließlich positiv gedeutet würde. Comte gilt zugleich als der erste Vertreter der Soziologie als eigenständiger Wissenschaft. Auch hierzu hat er den Begriff geprägt.

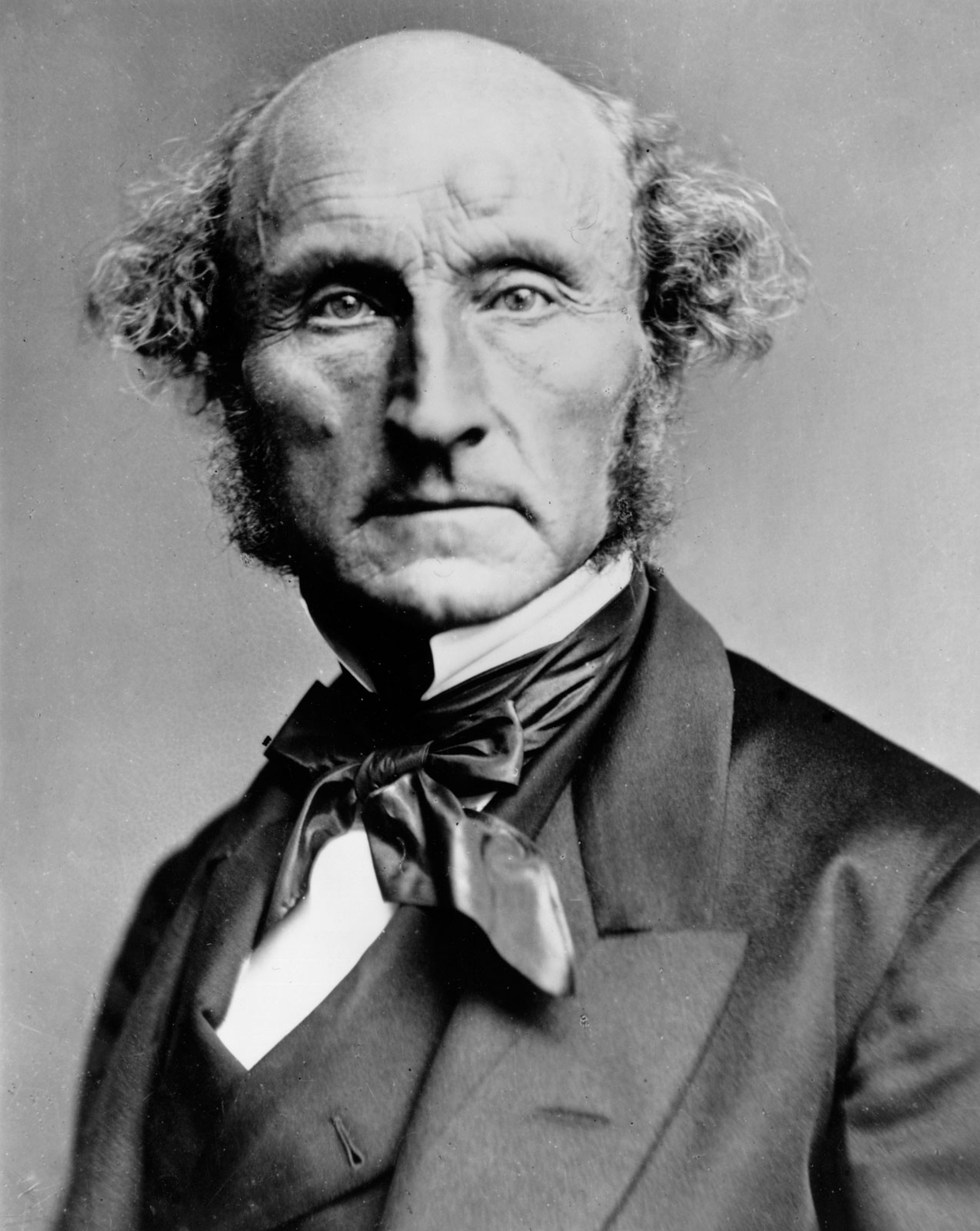
John Stuart Mill

Eigentlich ein Nationalökonom und Schüler Jeremy Benthams (1748–1832) vertritt in England John Stuart Mill (1806–1873) das Konzept des Utilitarismus, modifiziert es aber in Hinblick auf Grundwerte, die möglicherweise durch das Prinzip des höchsten Glücks aller verletzt werden. Politisch fordert er die Ausweitung des Wahlrechts auf alle Mündigen, wenn er auch den Gebildeten ein Mehrfachstimmrecht zubilligt. Als strikter Empirist bezieht er aber in seine Überlegungen bereits auch psychologische Faktoren ein. So fasst er das Ich als Ergebnis von durch Assoziation entstandenen psychischen Zuständen auf. Mill versuchte vor allem auch Regeln für die induktive Erschließung von Kausalgesetzen aufzustellen. Beeinflusst von der materialistischen Theorie von Lamarck wandte Herbert Spencer (1820–1903) die Evolutionstheorie Darwins auf gesellschaftliche Verhältnisse an und gilt somit als Begründer des Evolutionismus.

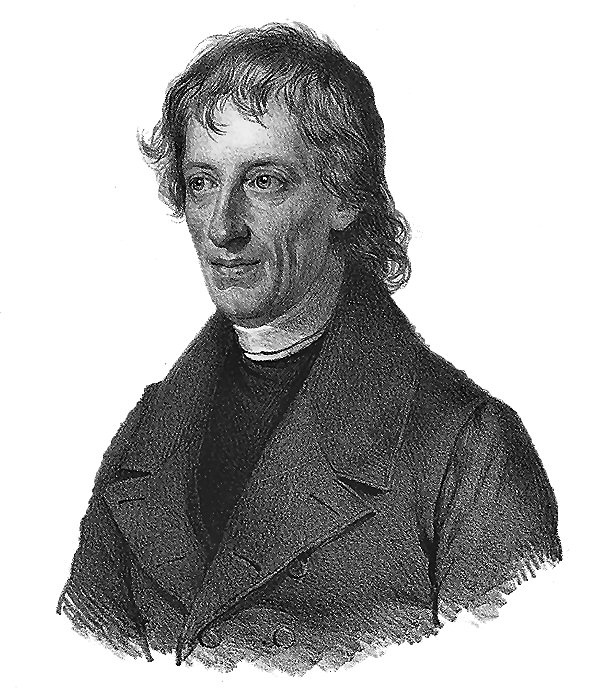
Bernard Bolzano

In Deutschland gilt als der prominenteste Vertreter des Positivismus der auch als Naturwissenschaftler sehr bekannte Ernst Mach (1838–1916). Er war strikt gegen jede Form von Metaphysik und vertrat erkenntnistheoretisch einen konsequenten Empirismus. Alles was von der Welt erfahrbar ist, ist eine Folge von Sinneseindrücken. Grundlagenwissenschaften sind die Physik und die deskriptive Psychologie. Das Ich ist die Wahrnehmung von dem eigenen Inneren und empirisch erklärbar. Über die Relevanz einer Theorie entscheidet nicht deren Wahrheit, sondern deren Nutzen. Daher unterliegen wissenschaftliche Theorien auch den Prinzipien der Evolution. Wahrheit als Begriff ist leer. Gemeinsam mit Mach war Richard Avenarius (1843–1896) Begründer des sog. Empiriokritizismus. Ähnlich gelagert ist die Auffassung der Immanenzschule von Wilhelm Schuppe, für den das Sein etwas innerlich Eigenes (immanentes) des Bewusstseins ist. Sprache ist nur Einkleidung für reine Gedankenelemente. Logik ist die Wissenschaft vom objektiv gültigen Denken. Sie ist als Einheit mit der Erkenntnistheorie zu sehen, weil beiden das Kriterium der Wahrheit zugrunde liegt. Bernard Bolzano (1781–1848), eigentlich Priester und Professor für theologische Philosophie in Prag, vertrat eine vernunftorientierte Interpretation des Katholizismus. Aufgrund seiner Haltung wurde er seines Amtes enthoben. Bolzano war insbesondere auch ein herausragender Mathematiker und Logiker, der aber in seiner Zeit kaum Bedeutung erlangte. Erst durch Husserl wurde die Nachwelt auf seine Arbeiten, die noch heute als Grundlagen gelten, aufmerksam.
Der Zoologe Ernst Haeckel (1834–1919) steht für die Verbreitung der Evolutionstheorie in Deutschland. Philosophisch vertrat er einen Monismus, in dem er Gott mit dem allgemeinen Naturgesetz gleichsetzte. Rudolf Hermann Lotze (1817–1881) bekämpfte mit naturwissenschaftlich physiologischen Argumenten den Vitalismus, nach dem Materie erst durch eine eigenständige Lebenskraft belebt wird. Für Lotze ist die äußere Natur rein mechanisch zu erklären, wohingegen die innere Natur nur gefühlsmäßig zu fassen ist. Der letzte Weltgrund ist die Persönlichkeit, deren Zweck sich in der Liebe äußert. Für die sich entwickelnde Philosophie der Werte von Bedeutung ist die Unterscheidung Lotzes zwischen dem Sein der Dinge und der Geltung der Werte, die ein fester Bestandteil der modernen Philosophie geworden ist.

## Historismus
Als Historismus bezeichnet man die von Barthold Georg Niebuhr (1776–1831), Leopold von Ranke (1795–1886) und Johann Gustav Droysen (1808–1884) begründete philologisch kritische Ausrichtung der Geschichtswissenschaft, die die Geschichtlichkeit aller menschlichen Wirklichkeit betonte. Die Vertreter des Historismus forderten die detaillierte methodische Untersuchung der Quellen und stellten gegenüber dem System der Idealisten – insbesondere gegen Hegel – die individualisierte Betrachtung des Einmaligen als notwendiges Merkmal der Geschichtswissenschaft heraus. Droysen nahm hierbei die Ansätze der Hermeneutik erstmals auch in den Bereich der historischen Forschung auf. Die von Leopold von Ranke postulierte Objektivität historischer Erkenntnisse lehnte Droysen ab.
Vor allem die von Droysen und Niebuhr entwickelte quellenkritische Methode der Historiografie zur wissenschaftlichen Erforschung der Geschichtsschreibung führte zur Loslösung der Geschichtswissenschaft aus der Philosophie und zur Begründung einer eigenständigen Disziplin, die im 19. Jahrhundert eine Reihe berühmter Historiker hervorbrachte. Zu nennen sind hier Heinrich von Treitschke (1834–1896), der Preußens Glanz und Gloria rühmte, aber auch in den Juden alles Unglück sah, und Theodor Mommsen (1817–1903) als dessen liberaler Gegner im Antisemitismusstreit, in Frankreich Jules Michelet (1798–1874), in England Thomas Babington Macaulay (1800–1859) sowie der von Nietzsche gerühmte Schweizer Kulturhistoriker Jacob Burckhardt (1818–1897). Als bedeutender Philosophiehistoriker zu nennen ist der Aristoteliker Friedrich Ueberweg (1826–1871). In der Nachfolge finden sich Historiker wie Friedrich Meinecke (1862–1954), der als Begründer der „Ideengeschichte“ gilt, oder der Philosoph und Sozialhistoriker Benedetto Croce (1866–1952). Bereits von Nietzsche wurde der Historismus als Relativismus kritisiert.

## Materialismus

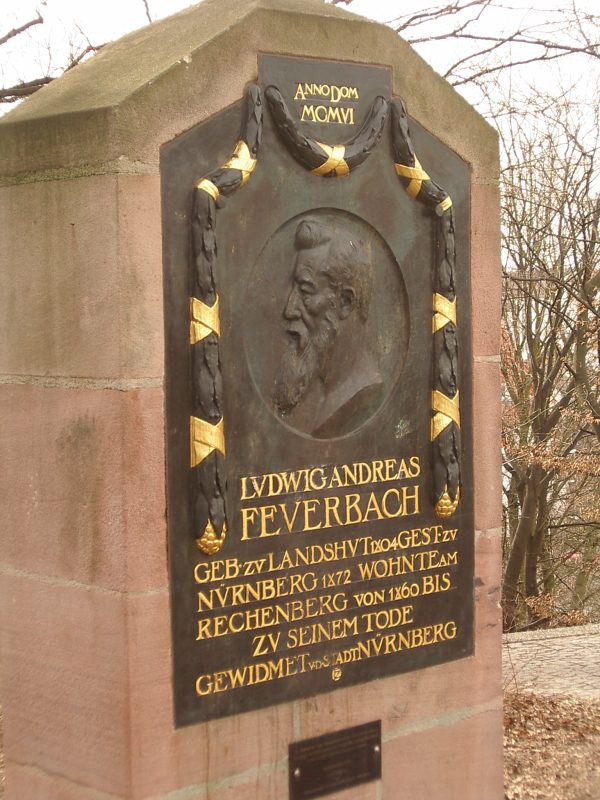
Gedenktafel für Ludwig Feuerbach

Der Materialismus ist dem Positivismus eng verwandt. Alle Vorgänge in der Welt werden auf ein Grundprinzip zurückgeführt. Spirituelle oder mystische Theorien müssen demnach in wissenschaftliche Erkenntnisse umgewandelt werden. Auch Gedanken und Ideen seien Erscheinungsformen der Materie. Damit ist ein strikter Atheismus Bestandteil des Materialismus. Die bekannten Materialisten sind i.a. zugleich sog. Linkshegelianer, das heißt, sie haben ihre Position aus der Schule Hegels entwickelt, wenden sich aber im entscheidenden Punkt des Wirklichkeitsbezugs von ihm ab. So war Ludwig Feuerbach (1804–1872) Hegelschüler, aber schon früh religionskritisch eingestellt. Nach dem Verbot seiner ersten Schrift „Gedanken über Tod und Unsterblichkeit“ gab er seine Vorlesungstätigkeit in Erlangen auf und arbeitete unter anderem für die liberalen Halleschen Jahrbücher. Für Feuerbach ist Religion vor allem ein anthropologisches Phänomen, sie ist Spiegel des Menschen in sich selbst. Mit demselben Argument wendete er sich schließlich auch gegen die Philosophie Hegels. Die Idee eines die Welt konstituierenden Ichs und eines absoluten Geistes ist nichts anderes als säkularisierte Theologie. „Die Wahrheit existiert nicht im Denken, nicht im Wissen für sich selbst. Die Wahrheit ist nur die Totalität des menschlichen Lebens und Wesens.“
Auch Max Stirner (1806–1856) kritisierte den absoluten Geist Hegels als ein Gespenst, das in der Realität keinerlei Grundlage besitzt. Das Gleiche gilt für allgemeine Ideen wie Freiheit und Wahrheit, die am wirklichen Leben hindern. Auch die Lehren der Linkshegelianer waren für ihn versteckt christlich, weil sie nicht darauf verzichteten, durch Vermittlung von Werten und damit von Schuldgefühlen in der Erziehung dem Menschen vorzuschreiben, wie er sein soll und was er als gut anzusehen hat. Erst wenn man anerkennt, dass jeder nur selbst sein Eigner ist, kann man sein wirkliches Leben eigenverantwortlich führen.
Mit Jakob Moleschott (1822–1893), der den Satz von der Erhaltung der Energie im Sinne eines Naturkreislaufes beschreibt, und Ludwig Büchner (1824–1899), nach dem die Welt aus Kraft und Stoff in einem ewigen Kreislauf besteht, gibt es unabhängig von den Linkshegelianern eine Reihe von Vertretern, die angesichts der naturwissenschaftlichen Entdeckungen der Zeit einen naturwissenschaftlichen Materialismus vertreten und so den Materialismusstreit auslösen. Dieser auch als Sensualismus bezeichnete naive, populärwissenschaftlich aber sehr erfolgreiche Realismus kann sich jedoch nicht lange halten und hat wenig Einfluss auf die philosophische Diskussion.

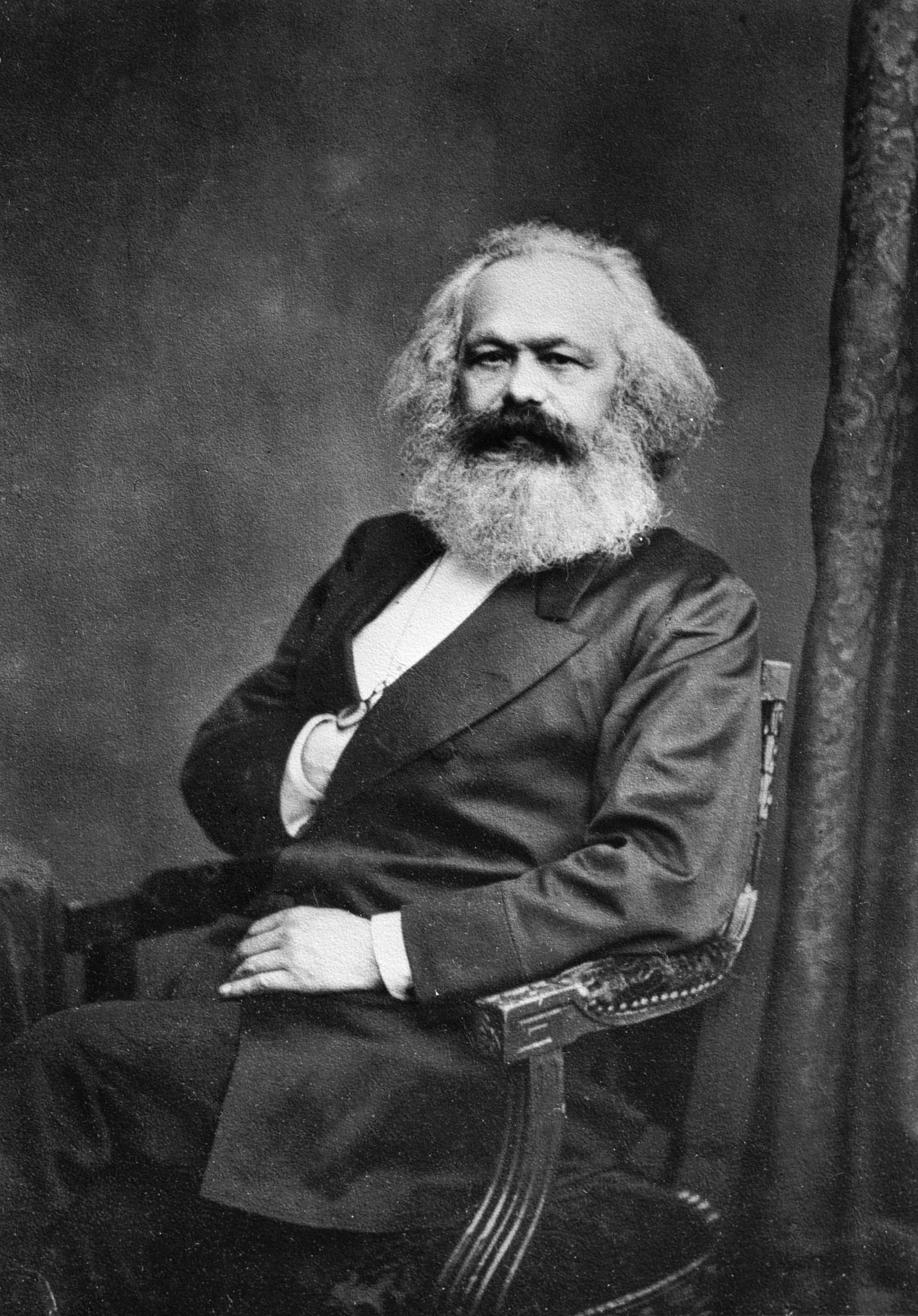
Karl Marx

## Marxistische Philosophie

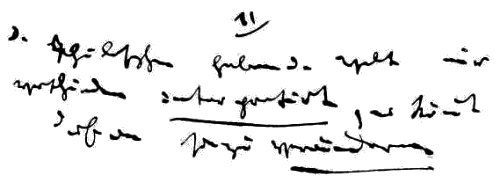
Elfte These, original Handschrift von Marx

Für Karl Marx (1818–1883) waren Praxis und Theorie nur als Einheit begreifbar. Für ihn hatte Hegel „die Welt auf den Kopf gestellt“, d. h. die Idee zum Ausgangspunkt gemacht. Stattdessen wollte er die Dialektik auf die materielle Wirklichkeit anwenden. Verbunden mit Feuerbachs Materialismus entwickelte er diesen Gedanken zum historischen Materialismus:
„Es ist nicht das Bewusstsein der Menschen, das ihr Sein, sondern ihr gesellschaftliches Sein, das ihr Bewusstsein bestimmt.“

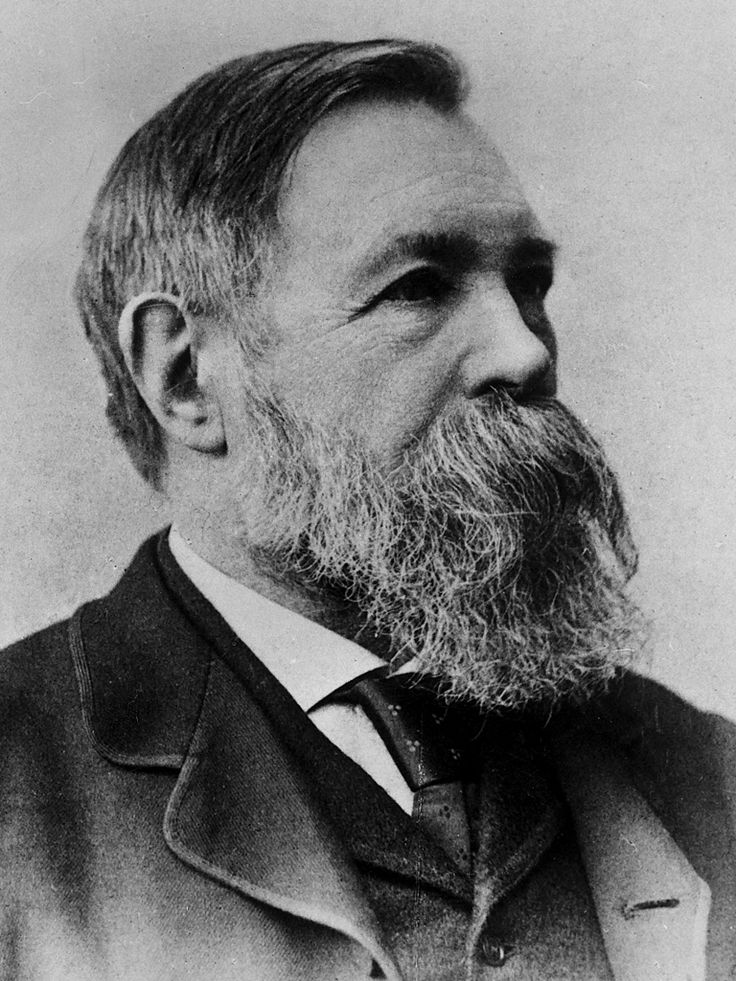
Friedrich Engels

Das gesellschaftliche Sein, das wirkliche Leben, sei an seine Produktion und Reproduktion gebunden. Die Zusammenhänge und die Entwicklung der ökonomischen Basis einer Gesellschaft bestimmten daher auch entscheidend ihren gesellschaftlichen Überbau. Die ökonomische Bewegung der Basis wiederum könne durch den gesellschaftlichen Überbau, also die konkret tätigen Individuen, verändert werden. Mit der Teilung der Arbeit entwickelten sich durch die Scheidung und darauf folgende Dialektik von Produktivkräften und Produktionsverhältnissen Klassen und verschiedene einander ablösende Formen von Klassengesellschaften, die zwingend durch die ökonomische Ausbeutung einer oder mehrerer Klassen durch eine oder mehrere herrschende Klassen charakterisiert seien. Die Geschichte aller bisherigen Gesellschaft sei daher eine Geschichte von Klassenkämpfen. Die letzte Stufe dieser Entwicklung sieht Marx in der kapitalistischen Entwicklung Westeuropas, dort vervollkommnet sich die Expropriation der Arbeiter von ihren Produktionsmitteln, diese zentralisieren sich immerzu in weniger Händen, während sich die Lage der Arbeiter relativ verschlechtert, bis eine kleine Klasse übergebliebener Expropriateure selbst von der arbeitenden Masse expropriiert werden würde. Auch Hegel hatte bereits die in der Industriegesellschaft entstandenen Diskrepanzen zwischen den reichen Bürgern und der verarmten Masse herausgearbeitet. Marx zog nun – im Gegensatz zu Hegel – die Konsequenz, dass die gesellschaftlichen Verhältnisse verändert werden müssen, darauf zielt sein philosophisches, theoretisches und politisches Wirken. Marx erklärte die Eroberung der politischen Macht zur Pflicht des Proletariats (Diktatur des Proletariats), die auf die Aufhebung des Privateigentums und eine von den Produzenten geplante Wirtschaft hinausläuft.
Marx ist regelmäßig kritisiert worden, dass seiner Lehre die erkenntnistheoretische Grundlage fehle. Dies trifft jedoch so nicht zu, wie zum Beispiel die Thesen über Feuerbach zeigen. Für Marx war es notwendig, theoretische Reflexionen an dem Maßstab der Praxis (z. B. den konkreten sozialen Verhältnissen) zu messen, weil Bewusstsein immer Ausdruck eines praktischen Seins sei. In den Thesen über Feuerbach findet sich auch das wohl bekannteste Zitat von Marx, das nicht aus dem kommunistischen Manifest stammt, und eine Kritik an der klassischen Philosophie beinhaltet:
„Die Philosophen haben die Welt nur verschieden interpretiert; es kömmt drauf an, sie zu verändern.“
Neben Marx wirkte vor allem der enge Freund und Arbeitspartner Friedrich Engels (1820–1895) auf die Ausbildung des Marxismus. Neben eigenen und gemeinsam verfassten Schriften mit Marx veröffentlichte Engels viele Werke Marx posthum und trug so entscheidend zur Popularisierung des Marxschen Denkens bei. Neben seinen populären Einführungen wie den Anti-Dühring oder der daraus gewonnenen Kurzfassung Die Entwicklung des Sozialismus von der Utopie zur Wissenschaft, die Marx als Einführung in den wissenschaftlichen Sozialismus bezeichnete, erweiterte Engels den Themenbereich ihrer materialistisch-dialektische Theorie, wie er sie auch systematisch auszuarbeiten suchte, und trug so zu einer umfassenden „kommunistischen Weltanschauung“ bei. (Schriften (Auswahl): Dialektik der Natur, Ludwig Feuerbach und der Ausgang der klassischen deutschen Philosophie).

## Eigenständige Denker
In diesem Abschnitt werden Philosophen angesprochen, deren Auffassungen gleichsam nicht in eine Schublade passen, also nicht einer der anderen Kategorien zugeordnet werden. Vor allem sind es die Philosophen, die mit neuen Gedanken und Konzepten wirkungsmächtig waren und viel stärker als die „Richtungsphilosophen“ Beachtung auch im 20. Jahrhundert fanden.

### Wilhelm von Humboldt

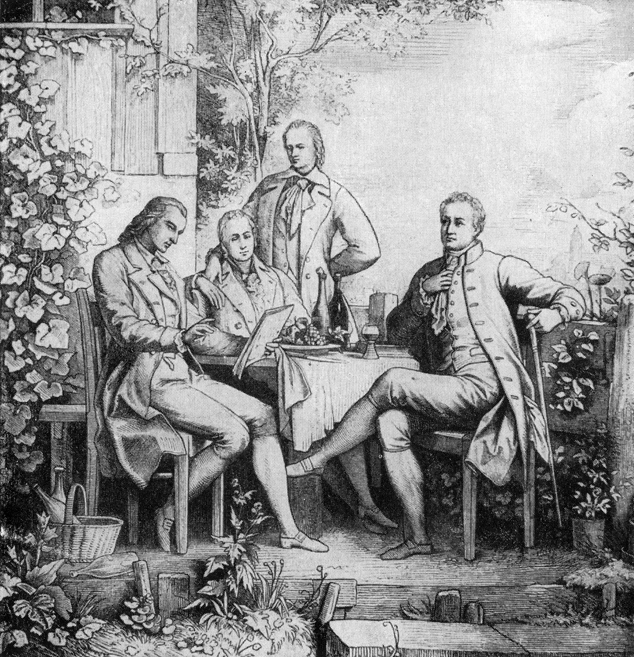
Wilhelm von Humboldt (2.v.l.)

Wilhelm von Humboldt (1767–1835) – der Begründer des Konzepts der verfassten Deutschen Universität als Verbindung von unabhängiger Forschung und Lehre – steht mit seinem Bruder Alexander, dem berühmten Naturforscher und Kosmologen, für den Begriff der humanistischen Bildung. Anknüpfend an die Romantiker und nur wenig beeinflusst durch den Idealismus stellte er den Menschen als Individuum und seine Bildung nach dem Ideal des Humanismus in den Mittelpunkt. Die Verwirklichung dieses Ideals ist Ziel der Geschichte. Um die Verschiedenartigkeit der Individuen zu einem gemeinsamen Ganzen zu bringen, bedarf es der Sprache, die sich als Prozess entwickelt. Dabei hat jede Sprachgemeinschaft ihre Eigenarten und Sichtweisen, die die jeweilige Weltanschauung und den Menschen, der in sie hineinwächst, prägt. Das Selbstverständnis des einzelnen Menschen ist damit nicht nur sein Ich, sondern immer auch das Du des Miteinander in der Sprachgemeinschaft. In politischer Hinsicht vertrat Humboldt ein liberales Staatskonzept. Der Staatsmann ist Volksvertreter und nicht Erzieher des Volkes. Hier kam er mit der preußischen Regierung aufgrund der Karlsbader Beschlüsse in Konflikt, musste seine politischen Ämter aufgeben und war seit 1819 Privatgelehrter, der sich insbesondere ausführlichen Sprachforschungen widmete.

### Arthur Schopenhauer

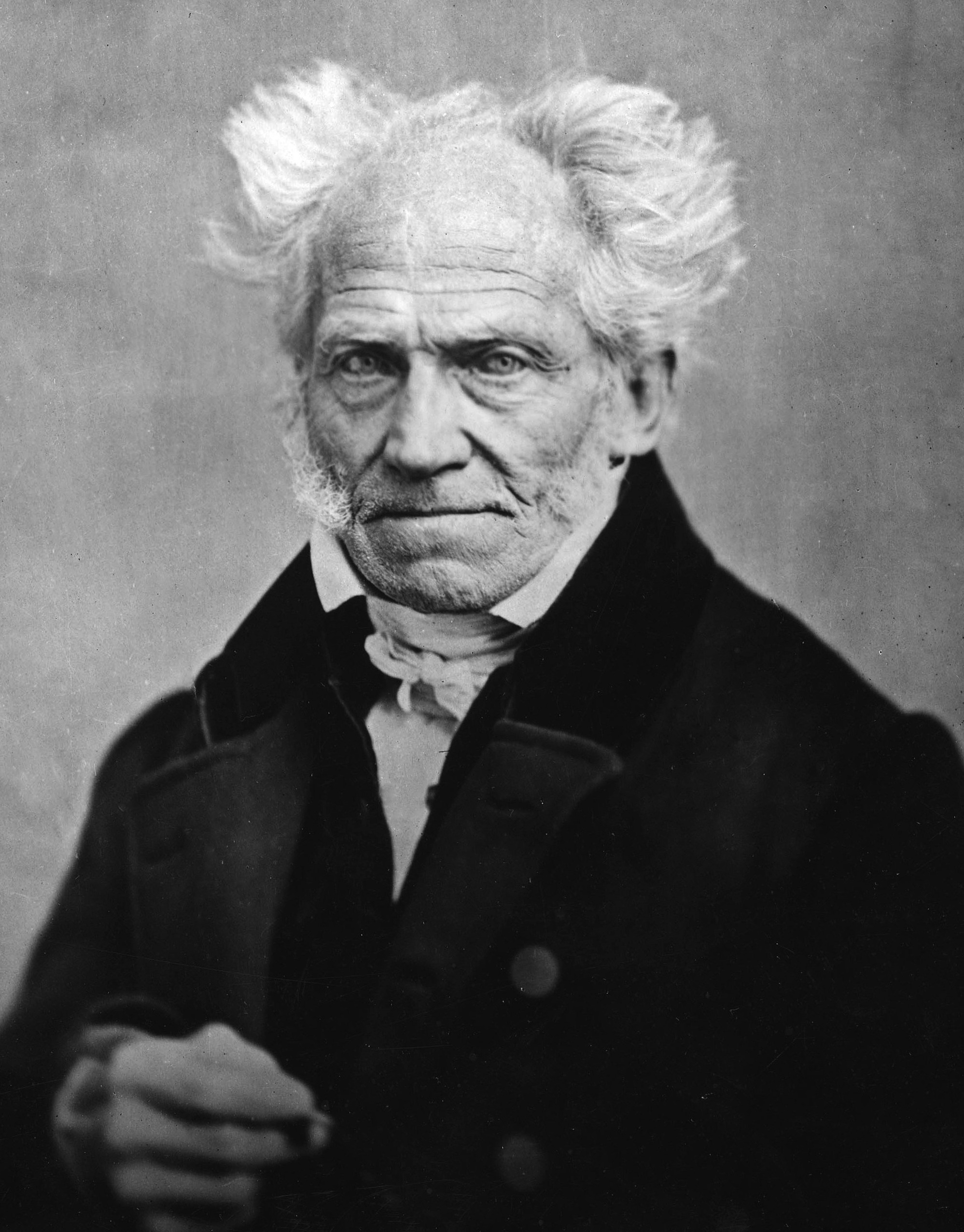
Arthur Schopenhauer

Der unkonventionelle Schriftsteller und Philosoph Arthur Schopenhauer (1788–1860) bezeichnete sich selbst als besten Schüler Kants, verband aber häufig idealistische Gedanken mit mystischen Elementen aus der indischen Philosophie. Der Grundgedanke seiner Philosophie wird im Titel seines Hauptwerks Die Welt als Wille und Vorstellung unmittelbar angesprochen. Im Bereich der menschlichen Erkenntnis folgte Schopenhauer Kant insoweit, als er die Welt außer uns, die Dinge an sich für nicht erkennbar hielt. Die Außenwelt ist nur Erscheinung, über diese haben wir nur Vorstellungen. Es gibt kein Objekt ohne Subjekt. Doch dann folgt der Schritt zu einer idealistischen Metaphysik. Durch das Ich sind wir auch Teil der Außenwelt. Auch wenn uns unser Körper nur als Erscheinung gegenübertritt, so können wir doch durch Introspektion die Wirklichkeit erfahren. Diese wird uns unmittelbar als Wille zum Leben offenbart. Nicht die Vernunft, sondern ein blinder Lebenswille (Trieb) ist das Wesentliche im Menschen. In der Betonung des Willens gegenüber der Vernunft liegt der radikale Unterschied zum klassischen deutschen Idealismus, den Schopenhauer bissig und mit aller Macht bekämpfte. Das Motiv des alles bestimmenden Willen schöpfte er aus der indischen Philosophie, mit der er sich als einer der ersten europäischen Philosophen befasste. Der Wille ist das Ding an sich, der reale Ursprung unserer Vorstellungen. Die Vorstellungen werden als vielfältige Erscheinungen in Raum und Zeit durch den alles bestimmenden Willen erzeugt. Sie sind Objektivationen des Weltwillens.
In der Natur waltet der Wille als Überlebenstrieb ebenso wie in der Geschichte als Machttrieb. Die Welt hat keinen Endzweck, vor allem gibt es keinen geschichtlichen Fortschritt. Dies anzunehmen wäre eine hoffnungslose Illusion. Die Haupttriebfeder des Menschen ist der Egoismus. Er ist durch den Willen bestimmt, hat also keine Freiheit, sondern handelt stets nach einem Motiv, in dem der Wille sich ausdrückt. Das Menschenbild Schopenhauers war pessimistisch. Zur Charakterisierung benutzte Schopenhauer das Bild eines frierenden Stachelschweins. Um der Kälte zu entgehen, muss man aneinanderrücken. Doch wenn man sich zu nahe kommt, verletzt man sich. Was bleibt, ist Höflichkeit. Der Wille beinhaltet ein ständiges Streben. Glückseligkeit ist die Befriedigung der erstrebten Wünsche. Doch der Mensch hat viele Wünsche, die ihm unerfüllt bleiben. Hieraus entsteht Leid und Unlust. Einen Ausweg sah Schopenhauer nur in der Askese, mit der er dem Druck des Willens begegnen kann. Ansonsten kann der Mensch nur in der Kunst und in der Musik in einen Zustand der reinen Anschauung gelangen und dann den Willen aufheben in einen Zustand des Nichtseins (Nirwana). Vernunft ist eine Eigenschaft des Menschen, die ihm im Zuge der Evolution mitgegeben ist, um sein Überleben zu sichern. Dahinter steht in den Motiven aber der alles bestimmende Wille. Mitleid ist ein Weg zur Überwindung des Willens, weil der Mensch auch beim anderen die Gebundenheit an den Willen nachvollziehen kann. Daher sind echte moralische Handlungen solche aus Mitleid. Die Gebundenheit an eine Verantwortung erklärt Schopenhauer damit, dass das Gefühl der Verantwortlichkeit eine Tatsache des Bewusstseins ist. Unter dem Aspekt der Determiniertheit ist Verantwortung damit nur ein kulturelles Phänomen. Mitleid ist auch der Ursprung der Gerechtigkeit, indem der Mensch anerkennt, dass das Leben auch der Anderen gleichwertig ist.

### Søren Kierkegaard

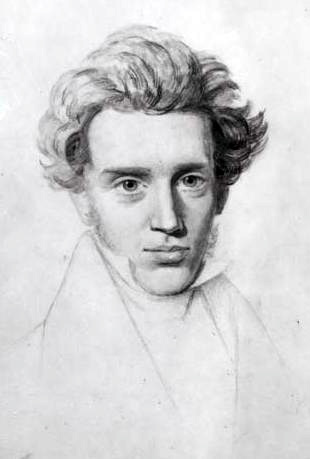
Søren Kierkegaard

Søren Kierkegaard (1813–1855) gilt als religiöser Denker und als einer der wesentlichen Vorläufer des Existentialismus. Kierkegaard kritisierte die institutionelle Kirche, weil sie den Einzelnen an der Selbstwerdung durch ein wahres christliches Leben hindert. Ebenso warf er Hegel eine blutleere Philosophie vor, in der der konkrete Mensch keinen Platz hat. Der Mensch ist nicht zur Transzendenz fähig, das heißt, er kann kein Urteil über das Absolute fällen. Dieses kann nur Gott. Kierkegaards Werk ist keine systematische Philosophie, sondern ein literarisches Werk mit philosophischen Inhalten, oft als Dialog nach sokratischem Vorbild ausgestaltet. Er vertrat einen radikalen Individualismus, bei dem kein System Platz hat. Entscheidend ist nicht die Frage, wie handelt man richtig, sondern wie handele ich als Individuum in der jeweils konkreten Situation richtig. Seine Antworten drehen sich um die Begriffe Existenz und Angst, Freiheit und Entscheidung. Unter Existenz versteht Kierkegaard ein Sein in der Zeit, einen Prozess des Werdens, eine Synthese des Endlichen und des Unendlichen. Die Existenz vollzieht sich auf drei Stufen, von denen die erste die ästhetische ist, in der der Mensch das Glück von Jugend und Erotik, aber auch Unglück, Schwermut und Verzweiflung passiv erlebt. In der zweiten Stufe des Ethischen wird der Mensch zum aktiv Handelnden, indem er sich selbst und damit seine Freiheit wählt. In dem Handeln steckt aber auch Entscheidung und hier wird der Mensch mit der Angst vor der Grenze seiner Freiheit konfrontiert. Aus der Verzweiflung über den Verlust des Ewigen kommt der Mensch nur durch einen tiefen Glauben in der dritten Stufe des Religiösen.

### Friedrich Nietzsche

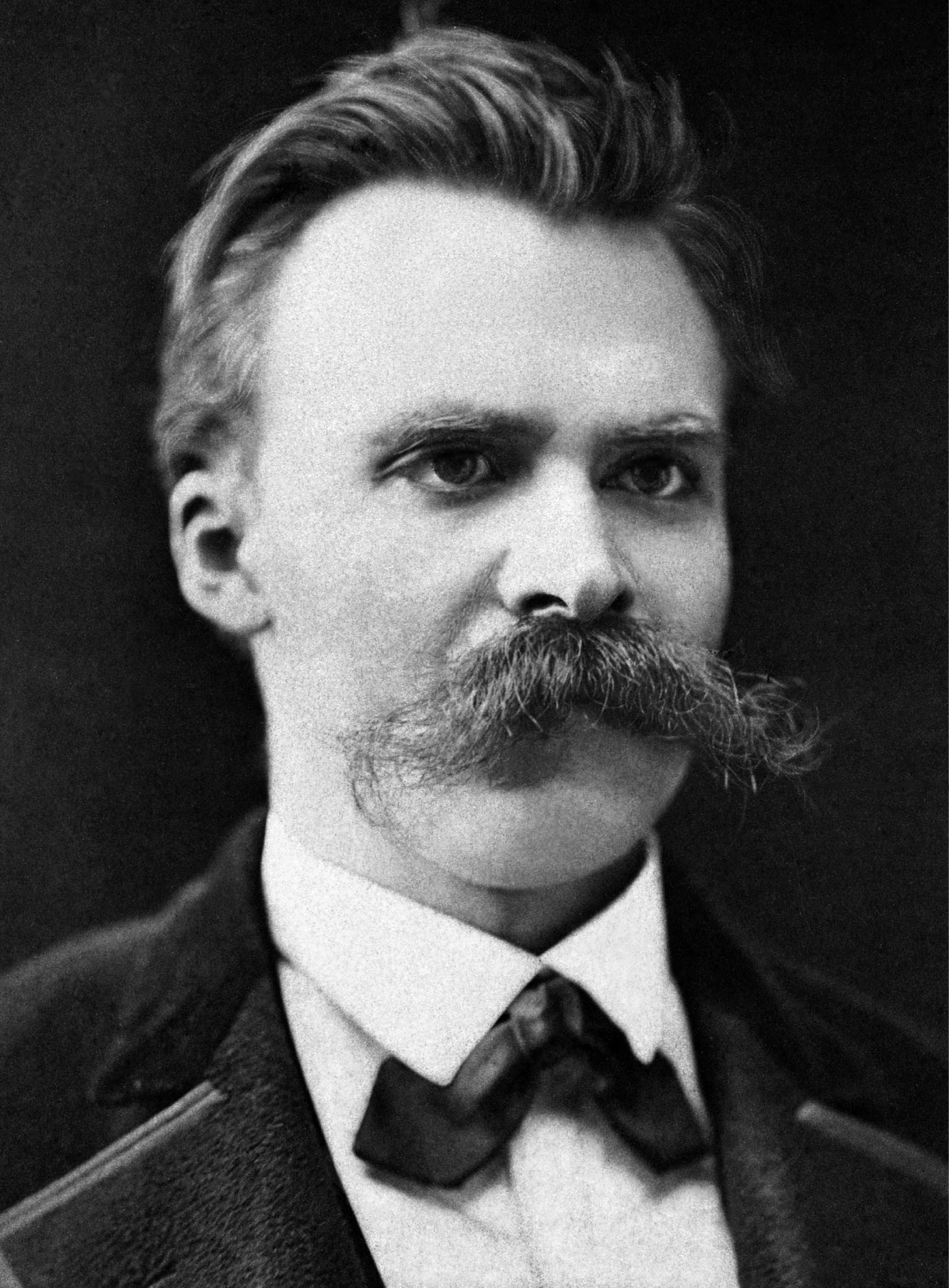
Friedrich Nietzsche

Einen kurzgefassten Überblick über Nietzsches (1844–1900) Philosophie zu geben, ist kaum möglich. Dies liegt zum einen daran, dass es kein systematisches, geschlossenes Werk gibt. Zum anderen stehen seine Schriften weitgehend unabhängig nebeneinander. Bis auf die ersten, relativ kleineren Arbeiten und einige späte Schriften hat Nietzsche seine Gedanken des Weiteren vor allem als Aphorismen formuliert und zu einer Vielzahl von Themen Stellung bezogen. Es gibt aber Gedanken und Aspekte, die sich durch sein gesamtes Werk ziehen. Schon als Schüler schrieb er eine Arbeit über Theognis, der das Gute mit dem Vornehmen und das Schlechte mit dem Plebejischen gleichsetzt. Diese Position nahm Nietzsche durch sein ganzes Werk ein. Als Altphilologe, schon mit 24 Jahren wurde er Professor in Basel, hatte er tiefgehende Kenntnisse der altgriechischen Schriften. Er begeisterte sich für die Kunst (Hölderlin, Wagner), ging – aus einer protestantischen Theologenfamilie stammend – schon sehr früh auf Distanz zum Christentum (David Strauß, Feuerbach) und hatte im Studium eine prägende Entdeckung, als er mehr zufällig auf Schopenhauers Die Welt als Wille und Vorstellung stieß, der ihn begeisterte und mit dessen Philosophie er sich zunächst identifizierte.
Auch wenn keine Einigkeit darüber besteht, so wird sein Schaffen häufig in drei Phasen gegliedert. Zunächst waren Wagner und Schopenhauer dominierende Bezugspunkte in seinem Werk. Die erste Veröffentlichung in Basel ist bereits eine Provokation für die Fachphilologen. Die Geburt der Tragödie aus dem Geiste der Musik (1872) wendete sich gegen das überkommene idealisierende schöngeistige Bild, das üblicherweise vom antiken Griechenland gezeichnet wird. Nietzsche bildete das Begriffspaar „apollinisch und dionysisch“. Das Apollinische ist das Rationale, das Maßvolle aber Oberflächliche, der Traum des Vollkommenen und der Harmonie, der Schöne Schein. Das Dionysische hingegen ist das Intuitive, der gestaltlose Urwille, das Künstlerische, das mystisch Überindividuelle, das Rauschhafte. Zwischen beiden Seiten des Menschen, die sich ebenso in der Gesellschaft wieder finden, besteht ein Kampf. Nur das Dionysische ist schöpferisch und bringt die Menschheit in ihrer Entwicklung voran. Das Rationale, die Weise wie z. B. Sokrates versucht die Welt mit Kausalität zu erklären, ist hingegen ein Zeichen von Dekadenz und führt in den Untergang.
Nietzsche wendete sich damit auch gegen die Aufklärung. Die neue Philosophie dient nicht der Erkenntnis, sondern dem Leben. Sie ist wie eine Dichtkunst. Die Kunst ist höchste Aufgabe und eigentliche Metaphysik dieses Lebens, denn der Mensch ist ein künstlerisch schaffendes Subjekt. Die Darstellung der Welt mit Bildern und Tönen entspricht dem Urvermögen menschlicher Phantasie, das noch vor der Sprache besteht. In der (zu Lebzeiten unveröffentlichten) Schrift Über Wahrheit und Lüge im außermoralischen Sinne (1873) bestritt er die Möglichkeit objektiver Wahrheit und wendete sich damit gegen Wissenschaftsgläubigkeit und Fortschrittsoptimismus. Wie wir die Welt wahrnehmen, hängt von den Deutungen des Subjekts ab, die von seinen Trieben bestimmt sind. Wahrheit beruht auf gesellschaftlichen Mythen, die häufig zu Metaphern ohne Inhalt geworden sind. Vor allem sind unsere Sprache und Begriffe anthropomorph und damit ein Gefängnis, das einen Einblick in die wirkliche Welt nicht zulässt. Hier folgte Nietzsche Kant, ohne allerdings die Kategorien als solche zu akzeptieren.
In seiner zweiten Schaffensphase hatte Nietzsche sich von seinen Vorbildern weitgehend gelöst und zeichnete ein eigenständiges Bild. In der Morgenröte (1881) sind die Moral, die Gefühle, die Erkenntnis, das Christentum, Werturteile, das Unbewusste und das Mitleid sein Thema. Diese Themen werden in den Schriften Menschliches, Allzumenschliches (1878–1880) und Die fröhliche Wissenschaft (1882) ausgebaut und weiter verstärkt.
Die Realität wird immer aus einer Perspektive wahrgenommen. Es gibt jeweils verschiedene Wege, die Welt zu erklären und einen Zugang zu ihr zu finden, sei es durch Wissenschaft, Moral oder Kunst.
„Wir haben uns eine Welt zurecht gemacht, in der wir leben können – mit der Annahme von Körpern, Linien, Flächen, Ursachen und Wirkungen, Bewegung und Ruhe, Gestalt und Inhalt: ohne diese Glaubensartikel hielte es jetzt Keiner aus zu leben! Aber damit sind sie noch nichts Bewiesenes. Das Leben ist kein Argument; unter den Bedingungen des Lebens könnte es Irrthum sein“ (FW 121) – „Was sind denn zuletzt die Wahrheiten des Menschen? – Es sind die unwiderlegbaren Irrthümer des Menschen.“ (FW 265) – „Die Materie ist ein ebensolcher Irrthum, wie der Gott der Eleaten.“ (FW 109) – „Wir sind es, die allein die Ursachen, das nacheinander, das Für-einander, die Relativität, den Zwang, die Zahl, das Gesetz, die Freiheit, den Grund, den Zweck erdichtet haben; und wenn wir diese Zeichen-Welt als ‚an sich‘ in die Dinge hineindichten, hineinmischen, so treiben wir es noch einmal, wie wir es immer getrieben haben, nämlich mythologisch.“ (JGB 21) – „Der Gesammt-Charakter der Welt ist dagegen in alle Ewigkeit Chaos, nicht im Sinne der fehlenden Nothwendigkeit, sondern der fehlenden Ordnung, Gliederung, Form, Schönheit, Weisheit.“ (FW 109)
Nietzsche bezeichnete sich selbst als Immoralisten, für ihn waren die Werte der überkommenen Moral Ausdruck von Schwäche und Dekadenz. Nicht mehr die Hierarchie zwischen aristokratischen Herrenmenschen und Sklavenmenschen ist in der aktuellen Welt maßgeblich, sondern der sich immer mehr ausbreitende Sozialismus auf Basis des christlich–jüdischen Gedankenguts, das hinter der Unterscheidung von gut und böse steht. Für Nietzsche dagegen war das Gute das Starke und das Schlechte das Schwache. Leben und der „Wille zur Macht“ waren für ihn die höchsten Werte. Zu diesen wollte er in einer „Umwertung aller Werte“ zurück. Vor allem die christliche Religion war für Nietzsche ein Mechanismus, mit dem durch Normen die freie Selbstentfaltung zu verhindern gesucht wird.

Titelblatt von Also sprach Zarathustra

Erst in seinen späten Schriften, von denen Also sprach Zarathustra (1883–1885), Jenseits von Gut und Böse (1886) und Zur Genealogie der Moral (1887) als Höhepunkte seines literarischen Schaffens gelten, kamen die zwar zuvor schon angedeuteten Themen des Nihilismus, des Übermenschen, des Willens zur Macht und schließlich der ewigen Wiederkunft besonders in den Vordergrund. Gleichzeitig verbunden damit war eine beginnende und sich steigernde Selbstüberhöhung, die in den letzten Werken seines letzten Schaffensjahres 1888 dann den Boden einer vernunftgeprägten Auseinandersetzung verlassen. Zwar finden sich dieselben Motive, doch Polemik und Schmähung sind außerordentlich übersteigert. Das Leben ist ein ständiges Werden. Der Mensch hat ein Bedürfnis nach einem festen Halt, nach Konstanz und Dauer. Aus dem Begriff des Ich schafft er sich daher Begriffe wie das Sein, Einheit oder Wahrheit. Zur Orientierung schafft er sich ebenso Werte wie das Gute und das Schlechte (nicht das Böse), die sich zumindest in Lust oder Unlust ausdrücken.
Der „Wille zur Macht“ ist ein Begriff für das Streben, sich zu behaupten und zu überwinden. Aus diesem Willen zur Macht entstehen Herrschaftsgebilde wie der Staat, die Wissenschaft oder die Religion. Diese sind die Zentren des Willens zur Macht. Zur Auffassung des Nihilismus gelangt man, weil man erkennen muss, dass es weder ein höchstes Seiendes noch eine objektive Moral gibt. Nihilismus ist die radikale Ablehnung von Wert, Sinn oder Wünschbarkeit. „Gott ist tot“ meint, dass man kein Absolutes oder einen Geist (wie bei Hegel) finden kann, woran man sich halten kann. Zur Überwindung des Nihilismus bedarf es der Umwertung der Werte. Anstatt wie Schopenhauer bei einem grundsätzlichen Pessimismus stehen zu bleiben, fand Nietzsche das Konzept des Übermenschen. Dieser bejaht das Leben, indem er sich zu seiner Existenz und Vergänglichkeit im Werden bekennt und auch dazu, dass sein Lebenswille sich ausdrückt in einem ständig vorhandenen Willen zur Macht. Eine Perspektive für den lebensbejahenden Menschen ist die Vorstellung der ewigen Wiederkunft. Der Raum ist endlich und mit ihm das, was im Raum ist, so auch der Mensch. Die Zeit hingegen ist unendlich. Da die Welt ein unendlicher Prozess des Werdens ist, wird sich jede der endlichen Konstellationen im Raum einst wiederholen. Mit diesem von Nietzsche selbst als sehr gewagte Hypothese bezeichneten Weltmodell begibt sich der Antimetaphysiker Nietzsche am Ende doch in den Bereich der Metaphysik.
Die Bedeutung Nietzsches, die mit einem hohen Gewicht bis in die Gegenwartsphilosophie reicht, liegt in der Provokation. Der Bruch mit allen Traditionen bis hin zum Absurden zeigt deutlich die Grenzen der Vernunft. Es ist eine Abkehr von jedem System, kein rationales Räsonieren, sondern die Frage nach der existenziellen Erfahrung des Lebens, nach der subjektiven Perspektive, nach der Auslegung von Wissen und Denken. Mit seinen immer wieder gebrochenen, nicht in einen Zusammenhang gebrachten Gedankensplittern einerseits, mit der dichterischen, immer wieder vor allen Dingen im Spätwerk bis ins Extreme überzeichnenden Sprache andererseits und schließlich mit der anthropologisch fragwürdigen Herausstellung des aristokratischen Genius wurde und wird Nietzsche für faschistische Zwecke ge- und missbraucht. Bis heute gibt es unter den Rezipienten seines Werkes glühende Verehrer und abgrundtiefe Gegner bzw. Verächter.

## Neukantianismus
Mit seinem Werk „Kant und die Epigonen“ untersuchte Otto Liebmann (1840–1912) die Philosophie nach Kant und gliederte diese in die vier Richtungen Idealismus (Fichte, Schelling, Hegel), Realismus (Herbart), Empirismus (Fries) und Transzendentalphilosophie (Schopenhauer). Bekannt wurde er auch, weil er jedes Kapitel seines Werkes mit dem Satz abschloss „Auf Kant muss zurückgegangen werden.“ Dieses Motto wird häufig als Fanfarenstoß zur Wiederbelebung des Kantianismus beschrieben. Einen bedeutenden Impuls gab auch Eduard Zeller (1814–1908) mit seiner berühmten Vorlesung „Über Bedeutung und Aufgabe der Erkenntnistheorie“. Hermann von Helmholtz (1821–1894), Mediziner und Professor für Physik in Berlin, war ein vielseitiger Naturwissenschaftler, der unter anderem den Satz über die Erhaltung der Kraft ausformulierte. Er verwies schon früh auf Kant und wird oft als einer der Anreger des Neukantianismus benannt, lehnte aber aufgrund seiner optischen und akustischen Forschungen zur Wahrnehmung die Existenz fester Anschauungsformen ab. In seiner „Geschichte des Materialismus“ setzte sich der Marburger Professor Friedrich Albert Lange (1828–1875) kritisch mit dieser Denkrichtung auseinander und gab einen weiteren wichtigen Anstoß für den Neukantianismus.
Dennoch gilt zumeist Hermann Cohen (1842–1918) als der Begründer der Marburger Schule, die stark mathematisch, wissenschaftsorientiert ausgerichtet war. Er kritisierte den Psychologismus vom kantischen Standpunkt. Dass es ein von der Psyche unabhängiges Wissen gibt, erklärt sich schon daran, dass Mathematik in Lehrbüchern unabhängig vom Subjekt existiert. Entsprechend kann die Erkenntnis nicht allein an ein Subjekt gebunden werden. In Bezug auf Kant entwickelte Cohen nach einer zunächst philologischen Darstellung im Laufe der Zeit eine eigenständige Position, die eher den idealistischen Standpunkt einnahm und insbesondere nicht Begriffe, sondern Urteile als Basis des menschlichen Denkens zugrunde legte. Auch Paul Natorp (1854–1924) befasste sich vor allem mit den logischen Grundlagen der exakten Wissenschaften. Allerdings lehnte auch er die Existenz eines Dings an sich und von vom Verstand unabhängigen Anschauungen ab. Zur Marburger Schule zählten unter anderem auch Karl Vorländer, mit dem Schwerpunkt der Geschichtsphilosophie in Verbindung mit dem Marxismus und Rudolf Stammler, der sich vor allem mit sozial- und rechtsphilosophischen Fragen befasste.
Demgegenüber steht die Südwestdeutsche oder Badische Schule des Neukantianismus für eine auf die Werte orientierte Philosophie. Hauptvertreter waren Wilhelm Windelband (1848–1915) und Heinrich Rickert (1863–1936). Windelband sah in der Philosophie vor allem die Lehre von den allgemeingültigen Werten, nämlich der Wahrheit im Denken, der Gutheit im Wollen und Handeln und der Schönheit im Fühlen. Er unterschied prinzipiell zwischen Geschichte und Naturwissenschaft. Für Windelband heißt Kant verstehen, über ihn hinauszugehen. Rickert betonte den Unterschied zwischen Kulturwissenschaft und Naturwissenschaft und entwickelte eine eigene Wertphilosophie. Ernst Cassirer (1874–1945) steht einerseits der Tradition der Marburger Schule nahe, ist vom Alter her und mit der Aufnahme sprachphilosophischer Themen wie der Frage der Bedeutung sowie der Philosophie der symbolischen Formen andererseits schon voll dem 20. Jahrhundert zuzurechnen. Für ihn waren die Kategorien historisch bedingt und konnten sich nicht nur in sprachlichen, sondern auch religiösen oder ästhetischer Formen ausdrücken.
Neben den festen Schulen zählten zu den weiteren Vertretern des Kritizismus u. a. Robert Reininger (1869–1955), der Arbeiten zum psychophysischen Problem und zur Wertphilosophie veröffentlichte, Alois Riehl (1844–1924), für den Philosophie nicht Weltanschauungslehre, sondern vor allem Kritik der Erkenntnis war. Dabei war für ihn Kant insoweit fortzuschreiben, als neuere Erkenntnisse der Naturwissenschaft und Mathematik (z. B. nicht – euklidische Geometrie) mit einzubeziehen sind, was er grundsätzlich für möglich hielt. Spätere Vertreter des Kritizismus sind ähnlich wie Cassirer eigentlich dem 20. Jahrhundert zuzurechnen, entstammen aber der neukantianischen Bewegung. Hans Vaihinger (1852–1933) ist bekannt als Kommentator der Kritik der reinen Vernunft und als Begründer der Kant-Studien. Seine Philosophie des „Als Ob“ ist dem Pragmatismus aufgrund des verwendeten Wahrheitsbegriffs zuzurechnen. Erkenntnis kommt aufgrund hypothetischer Fiktionen zustande. Ihr Wahrheitsgehalt richtet sich nach dem praktischen Lebenswert. Eine objektive Wahrheit ist hingegen nicht möglich. Im Zentrum der Philosophie von Richard Hönigswald (1875–1947), einem Schüler Alois Riehls, stehen die beiden Grundprobleme des ‚Gegebenen‘ und einer ‚Allgemeinen Methodenlehre‘ des menschlichen Erkennens. Im Gegensatz zur Marburger Schule basieren seine Untersuchungen zum Ding an sich auf denkpsychologischen Überlegungen, in denen er einen Zusammenhang Bewusstsein und Gegenstand beschreibt. Dabei ist Sprache notwendig für das Bewusstsein und erst durch Sprache wird die Objektivität eines Gegenstandes hergestellt.

## Neuhegelianismus
In Deutschland fand der Idealismus nach dem Tode Hegels zunächst nur wenige Vertreter wie Hermann Glockner, Karl Larenz oder Karl Rosenkranz. Die gesellschafts- und religionskritischen Junghegelianer wandten sich dem Materialismus zu und bezogen sich überwiegend nur noch auf Hegels Dialektik und Geschichtsphilosophie. Im Ausland gelangte Hegel aufgrund der Übersetzungsproblematik erst allmählich in das Bewusstsein breiter Kreise. Verdienste erwarb sich hierbei der Eklektiker Victor Cousin, der die Philosophie Hegels in Frankreich publik machte und damit Ausgangspunkt einer langen Tradition wurde die über Alexandre Kojève insbesondere im Existentialismus und der politischen Philosophie bis in die Gegenwart reicht.
In England wurde der Idealismus insbesondere durch Francis Herbert Bradley zur dominierenden Strömung am Ende des 19. Jahrhunderts. Er wandte sich vor allem gegen das positivistische Realitätsverständnis mit einer von vielen unabhängigen Objekten bestimmten Wirklichkeit, die allein durch Erfahrung erfassbar sei. Vielmehr sah er in der Realität eine einheitliche Idee der Erfahrung. Bradley wurde darüber hinaus bekannt durch seine Beiträge zur Moralphilosophie und Logik sowie als Lehrer von Bertrand Russell, der sich aber bald vom Idealismus abwandte und zum Mitbegründer der analytischen Philosophie wurde. Weitere Vertreter des Idealismus in England waren der politische Philosoph und Sozialreformer Bernard Bosanquet und J.E. McTaggart, der vor allem für seinen subjektivistischen Zeitbegriff bekannt ist. Hinzu kamen in den USA Josiah Royce, der einen idealistischen Personalismus vertrat, sowie der Schriftsteller Ralph Waldo Emerson als führende Figur des vom Idealismus beeinflussten Transzendentalismus.
In Italien wurde der Idealismus und vor allem Hegel durch Bertrando Spavénta bekannt gemacht. Er hatte seine prominentesten Vertreter vor allem in der ersten Hälfte des 20. Jahrhunderts in dem vom Marxismus ausgehenden Geschichtsphilosophen Benedetto Croce, der einen Stufenbau des Geistes lehrte, sowie in dem Faschisten Giovanni Gentile, für den alle Erscheinungen und Vorstellungen Elemente eines reinen Aktes waren, der Ausdruck höchsten Sittlichkeit ist.
Zu einer historischen Wiederaufnahme der Auseinandersetzung mit Hegel trugen vor allem die Arbeiten von Wilhelm Dilthey sowie der Neukantianer Kuno Fischer und Windelband kurz nach der Jahrhundertwende bei. In der Rezeption zu nennen sind Theodor Litt, die Marxisten Georg Lukács und Ernst Bloch sowie in ihrem Geschichtsverständnis die Vertreter der Frankfurter Schule und die Philosophie der Kunst bei Adorno. Vertreter des Idealismus Hegelscher Prägung in der Gegenwart sind unter anderem Vittorio Hösle und Dieter Wandschneider.

## Psychologismus
Die in dieser Gruppe zusammengefassten Denker gehören nicht einer einheitlichen Schule an und sind in Aspekten ihrer Philosophie auch anderen Richtungen zuzuordnen. Ihnen gemeinsam ist, dass das Denken als psychische Funktion aufgefasst wird und dieser Aspekt in ihrer Philosophie eine wesentliche Rolle spielt. Beim Ende des 19. Jahrhunderts bedeutsamen Psychologismus im engeren Sinne sind Gedanken immer ein Ausdruck von Motivation. Infolgedessen können sie niemals wahr oder falsch sein. Diese Betrachtung führt zu einem Konflikt mit der Logik. Bereits Gottlob Frege hatte sich kritisch mit dem Psychologismus auseinandergesetzt und auf den Unterschied des subjektiven Vorgangs des Denkens einerseits, und des objektiven Gehalts eines Gedanken anderseits hingewiesen. Als Ende dieser Denkrichtung gilt die auf Frege fußende Widerlegung des Psychologismus durch Edmund Husserl, der diesen zunächst noch als vertretbar angenommen, dann aber in seinen „Logischen Untersuchungen“ gezeigt hatte, dass der Satz vom Widerspruch unabhängig von der Psyche des Einzelnen gilt. Dennoch kann man feststellen, dass die intensive insbesondere auch empirische Befassung mit der Psychologie einen Wissensfortschritt auch für die Philosophie gebracht hat.
Jakob Friedrich Fries (1773–1843) lehnte sich bei der Entwicklung seiner Position sehr nahe an Kant an, verband sie aber mit Fragen der Psychologie und der Anthropologie. Fries unterschied den transzendentalen Wahrheitsbegriff, der korrespondenztheoretisch möglich ist, von dem empirischen, bei dem nur ein Für-Wahr-Halten möglich ist. Seine Analyse entspricht wesentlich dem von Popper später entwickelten Falsifikationsprinzip. Aus dieser Differenzierung ergibt sich der Unterschied zwischen Irrtum und Unvernunft. Andererseits wurde Fries mit dem Wahrheitsbegriff der unmittelbaren Erkenntnis zum Vorläufer der Evidenzauffassung bei Brentano und Husserl. Transzendentale Urteile weisen Erkenntnisse a priori als notwendige Bestandteile der Vernunft aus, z. B. die Vorstellung der Kausalität. In Anlehnung an Kant entwickelte Fries eine mathematische Naturphilosophie, in der er postulierte, dass alle physikalischen Phänomene sich auf mathematischen Prinzipien zurückführen lassen müssen. Die Naturphilosophie Schellings sowie den ganzen Idealismus lehnte er strikt ab. Wieder aufgegriffen hat seine Philosophie Leonard Nelson, der aufgrund der Zirkelhaftigkeit eine Erkenntnistheorie nicht für möglich hielt.
Sehr stark auf Leibniz bezog sich Johann Friedrich Herbart (1776–1841), der u. a. von 1809 bis 1830 Philosophie in Königsberg lehrte und in der Philosophie vor allem die Bearbeitung der Begriffe sah, wodurch er alle Gegensätze und Unklarheiten ausräumen wollte. Herbart gilt als Gegenspieler Hegels und Begründer des Psychologismus. Er wollte angeregt von den grundlegenden naturwissenschaftlichen Entwicklungen seiner Zeit die seelischen Vorgänge als eine Art von Mechanik auffassen, die auch quantitativ messbar sind. Gustav Theodor Fechner (1801–1887) konkretisierte dieses Programm, indem er nur physikalisch messbare Vorgänge in seine psychologischen Forschungen einbezog. Wilhelm Wundt (1832–1920), der Begründer des ersten Instituts für experimentelle Psychologie (1875 in Leipzig) vertrat einen psychophysischen Parallelismus. Philosophisch setzte er sich mit den Themen Logik und Induktion auseinander. Friedrich Eduard Beneke (1798–1854) musste unter dem Druck Hegels die Universität Berlin verlassen, weil er sich in Anlehnung an Fries und Herbart gegen den Idealismus wandte und stattdessen eine auf der induktiven Psychologie aufbauende antispekulative Philosophie forderte.
Theodor Lipps (1851–1914) sah in den logischen Gesetzen die Naturgesetze unseres Denkens. Er verband eine Ästhetik des Willens zum künstlerischen Schaffen mit einer Theorie der Einfühlung. Die analysierende Psychologie sah er als Grundwissenschaft für Logik, Ethik und Ästhetik an. Eduard von Hartmann (1842–1906) machte das Unbewusste zu seinem Thema. Die Vernunft ist nur messend, vergleichend und kritisch. Das Schöpferische hingegen stammt aus dem Unbewussten. Seine Erkenntnistheorie wird üblicherweise als kritischer Realismus bezeichnet. In der Ethik schloss er sich dem Pessimismus Schopenhauers an.
Franz Brentano (1838–1917) war ursprünglich Priester, Psychologe und lehrte Philosophie in Würzburg und Wien. Gegenstand der Philosophie sind Vorstellungen, Urteile und Schlüsse. Diese Akte erforscht man in der deskriptiven Psychologie als Grundlagenwissenschaft. Er gilt als Begründer der Aktpsychologie. Alle psychischen Akte sind intentional, das heißt, sie beziehen sich auf etwas. Urteile der äußeren Wahrnehmung sind niemals einsichtig. In Analogie kann auch Wahrheit nicht logisch bewiesen werden. Als letzter Grund gilt was sich nicht durch eine Definition beschreiben lässt. Hierfür prägt er den Begriff der Evidenz. Auf Werte ist das Prinzip nicht anwendbar, das diese nur subjektiv sind. Brentano lieferte wesentliche Elemente für die Philosophie Edmund Husserls. Wichtigster Schüler Brentanos war Alexius Meinong (1853–1920), der versuchte auch Gefühlen und Begehrungen intentional aufzufassen, das heißt ihnen Gegenständlichkeit zuzuweisen.

## Pragmatismus
Für den Pragmatismus müssen Theorien unter dem Gesichtspunkt ihrer Brauchbarkeit und Anwendbarkeit in der Praxis beurteilt werden. Die Ursprünge dieser philosophischen Richtung sind in den USA noch im 19. Jahrhundert entstanden. Sie wurden in Europa erst viel später und auch mit nur begrenzter Aufmerksamkeit wahrgenommen. Die pragmatische Grundposition findet sich auch noch in der Gegenwartsphilosophie bei Richard Rorty, Hilary Putnam oder Robert Brandom.

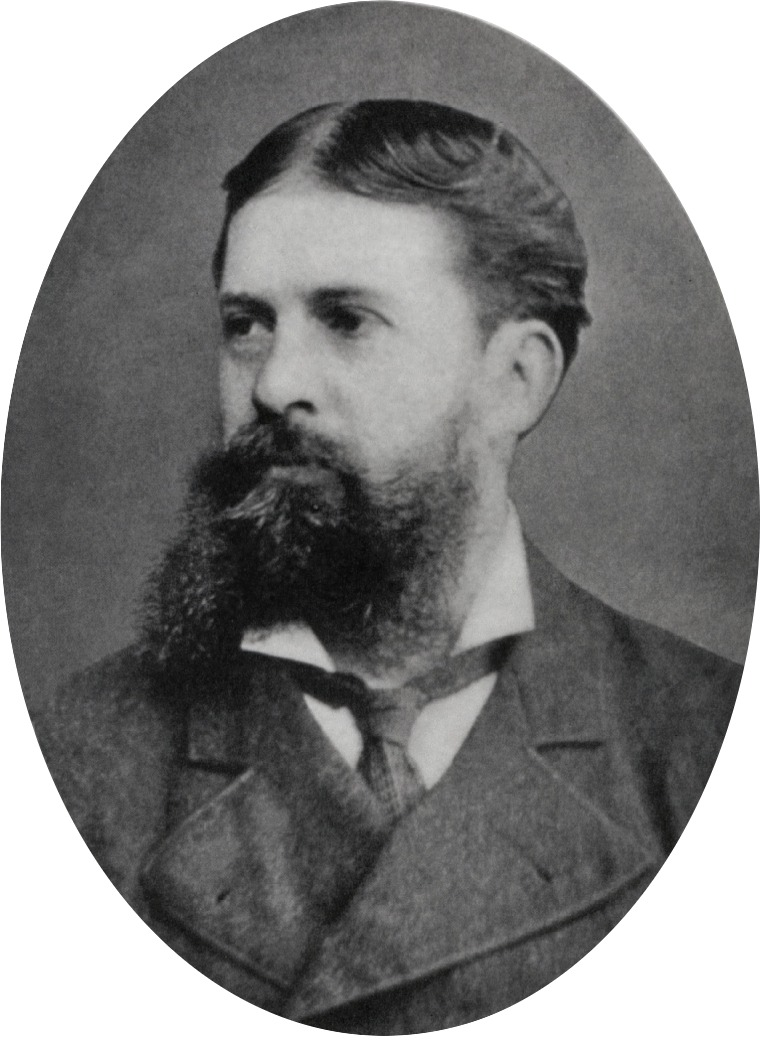
Charles Sanders Peirce

Der Naturwissenschaftler Charles Sanders Peirce (1839–1914) gilt als Begründer des Pragmatismus. Seine philosophischen Auffassungen hat er nicht in einem geschlossenen Werk publiziert, so dass er erst sehr spät wahrgenommen wurde. Dennoch sind seine Grundgedanken auch für die heutige Diskussion vielfach unmittelbar wirksam. Ausgehend von der Frage, wie wir unsere Begriffe klären können, deutete Peirce den Erkenntnisprozess als einen ständigen Wechsel zwischen Überzeugung und Zweifel. Dabei beinhalten Überzeugungen Handlungsanweisungen. Überzeugungen seien aber niemals stabil, sondern werden im Laufe der Zeit durch Zweifel hinterfragt. Diese haben die positive Funktion einen (häufig allerdings vorschnell als solchen bezeichneten) Dogmatismus zu verhindern. Schon Peirce vertrat einen Fallibilismus, nachdem es keine absolut richtigen Überzeugungen geben könne. Die Bedeutung eines Begriffs liege darin, welche Konsequenzen er für das Handeln hat. Peirce vertrat die Auffassung, dass es ohne Zeichen und damit ohne Sprache keine Erkenntnis gibt. Dementsprechend ist die Lehre von den Zeichen, die Semiotik, eine Grundlagenwissenschaft für die Philosophie. Hieran knüpfte die Sprachphilosophie des 20. Jahrhunderts an.
Den in Verbindung mit dem Pragmatismus diskutierten Wahrheitsbegriff prägte William James (1842–1910) durchaus nicht in Übereinstimmung mit Peirce. Als strikter Empirist war James eher Skeptiker, für den nicht erste Prinzipien, sondern die praktischen Folgen des Handelns im Vordergrund standen. Wahrheiten seien subjektiv und nicht endgültig. Daher gebe es kein sicheres Wissen. Durch den subjektiven Standpunkt ist das Wahre das, was auf dem Weg des Denkens förderlich ist. Theorien seien wahr, wenn sie brauchbare Instrumente der Erklärung sind. Dementsprechend seien Aussagen auch nicht als isolierte Sätze wahr, sondern nur jeweils in ihrem Kontext. Diese Sichtweise entspricht der Korrespondenztheorie der Wahrheit. John Dewey (1859–1952) versuchte, den pragmatischen Ansatz auch in der Pädagogik und in der Soziologie zur Geltung zu bringen. Weitere namhafte Vertreter des Pragmatismus sind George Herbert Mead (1863–1931) und in Europa F. C. S. Schiller (1864–1937).

## Lebensphilosophie
Naturwissenschaft ist nicht alles, so kann man das Grundverständnis der für die Lebensphilosophie maßgeblichen Denker beschreiben. Das Werden des Lebens, die Ganzheitlichkeit kann nicht allein mit Begriffen und Logik beschrieben werden. Zu ihr gehört auch das Irrationale, Kreative und Dynamische des umgreifenden Lebens. Viele Lebensphilosophen sind Anhänger eines Vitalismus, das heißt Leben entsteht nicht aus toter Materie, sondern es gibt eine eigenständige Lebenskraft (élan vital, entéléchie). Man kann die Lebensphilosophie also als eine das Phänomen des Lebens erklärende Metaphysik bezeichnen. Diese Form der Kritik des Rationalismus findet sich schon grundlegend bei Schopenhauer und Nietzsche, die daher oftmals als Begründer der Lebensphilosophie angesehen werden. Heute wird die Lebensphilosophie nur noch historisch angesprochen. Sie fand ihre Fortführung vor allem in der Existenzphilosophie, lebt aber auch fort in ganzheitlichen Lebensauffassungen, wie sie in der modernen Ökologiebewegung zu finden sind.

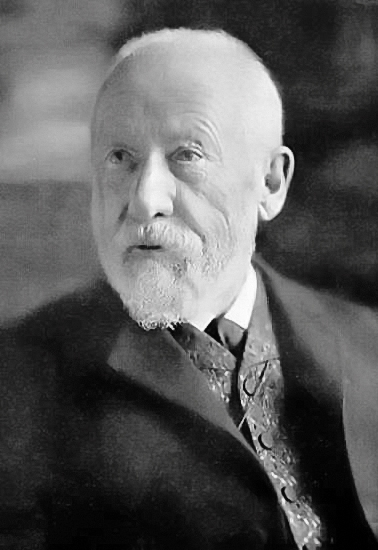
Wilhelm Dilthey

Wilhelm Dilthey (1833–1911) wendete sich vor allem gegen die deterministische naturwissenschaftliche Variante von Mill, Spencer u. a. Erleben ist ein Erleben von Zusammenhängen, die nicht einfach in Einzelelemente zergliedert werden können. Diltheys Interesse galt vor allem geschichtlichen Betrachtungen. Hierzu führte er die heute noch übliche Unterscheidung zwischen Naturwissenschaften und Geisteswissenschaften ein. Während das wissenschaftliche Prinzip der ersteren das des Erklärens ist, muss in den Geisteswissenschaften das Prinzip des Verstehens zugrunde gelegt werden. Die Naturwissenschaften versuchen aus einzelnen Phänomenen eine allgemeine Regel zu finden. In den Geisteswissenschaften befasst man sich hingegen gerade mit dem einzelnen Phänomen wie einem historischen Ereignis oder einer Biographie. Ein Eckpunkt der Philosophie Diltheys ist der Lebenszusammenhang von Erlebnis, Ausdruck und Verstehen. Das Prinzip des Verstehens (Hermeneutik) ist dabei nicht nur auf Texte, sondern auch auf Kunstwerke, religiöse Vorstellungen oder Rechtsprinzipien anzuwenden. Im Verstehen wirkt nicht nur der kognitive Verstand, sondern auch das emotive Wollen und Fühlen des Betrachters. Es bedarf einer ganzheitlichen Betrachtungsweise, die z. B. durch eine analytische Psychologie, die auf Einzelaspekte geht, nicht geleistet wird. Auf der Basis der Gedanken Diltheys entwickelte sich die Gestaltpsychologie, die vor allem deskriptiv ist.
Henri Bergson (1859–1941) sieht einen Unterschied zwischen der erlebten Zeit als Seelenzustand und der analytischen Zergliederung der Naturwissenschaft, der eine am Raum orientierte Vorstellung zu Grunde liegt. Der Mensch nimmt direkt Strukturzusammenhänge wahr, die man nicht teilen kann. Dementsprechend ist die naturwissenschaftlich analytische Psychologie, die einzelne psychische Elemente zu erfassen sucht, nicht geeignet, ein Gesamtbild eines Seelenzustandes zu erfassen. Bewusstsein kann man nur qualitativ erfassen. Physikalisch erfasste Zeit ist determiniert und kausal. Erlebte Zeit als Dauer ist die Voraussetzung für Freiheit. Wahrnehmung erfolgt ursprünglich in Bildern und beinhaltet auch immer zugleich Erinnerung und Bedürfnis, also Vergangenheit und Zukunft. Zur Erkenntnis des ganzheitlichen Wesens von Dingen bedarf es der ergänzenden Intuition.
Hans Driesch (1867–1941) stellte aufgrund seiner biologischen Forschungen fest, dass Keime, die gespalten werden, sich wieder zu vollwertigen neuen Keimen ausbilden. Hieraus schloss er, dass in der Natur eine nicht kausal bestimmte Naturkraft gäbe, die er in Anlehnung an Aristoteles Entelechie nannte. Aufgrund seiner Auffassungen gilt Driesch als Vertreter des Neovitalismus.
Ludwig Klages (1872–1956) betonte den Gegensatz von Leib und Seele einerseits sowie des Geistes andererseits. „Der Takt wiederholt, der Rhythmus erneuert.“ Im Denken des Geistes lösen wir für einen endlichen Moment den Gegenstand aus seiner phänomenalen Wirklichkeit, aus einem stetigen raumzeitlichen Kontinuum. Von Hause aus Chemiker stand Klages als Philosoph und Dichter den Naturwissenschaften kritisch gegenüber. Erkenntnistheorie war für ihn Bewusstseinswissenschaft. An Nietzsche schätzte er die Aufdeckung von Selbsttäuschungen, Wertfälschungen und kompensatorischen Idealen, lehnte aber seine Erkenntnistheorie grundlegend ab. Durch sein ganzheitliches Leben mit ständigem Einsatz für den Naturschutz gilt er als einer der Urväter der modernen Ökologiebewegung.
Für Georg Simmel (1858–1918) enthält das Erkennen Kategorien a priori, die jedoch im Zuge der Evolution und der Person eine Entwicklung durchmachen. Im Erkennen wird das Chaos der Erlebnisse geordnet. Unser individuelles Denken kann aber nicht die Einheitlichkeit der Totalität voll erfassen. Ideelle Inhalte wie Wahrheit bilden ein von der Psyche unabhängig geltendes Reich. Die Vorstellung der Wahrheit veranlasst den Menschen zu nützlichem Verhalten entsprechend den Lebensanforderungen. Wahr ist, was sich in der Selektion bewährt hat und zweckmäßig war. Das Sollen ist eine ursprüngliche Kategorie, wenn auch in der Praxis die Inhalte wechseln. In ihm kommt der Wille der Gattung zum Ausdruck. Altruismus ist Egoismus der Gattung. Simmel war neben seiner philosophischen Tätigkeit auch ein bedeutender Vertreter der Soziologie.